# Schlossanlage Schleißheim

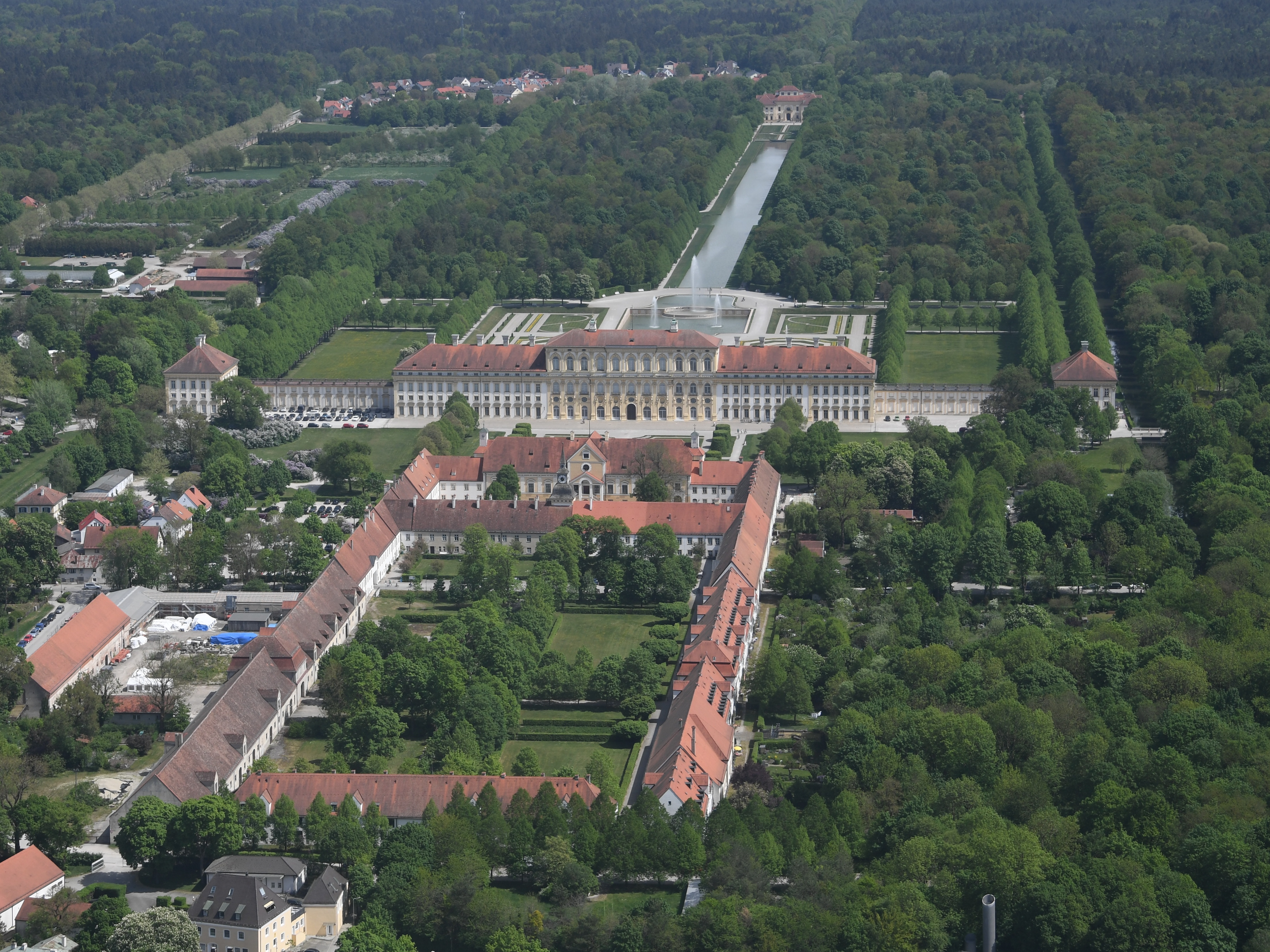
Luftbild der Schlossanlage Schleißheim

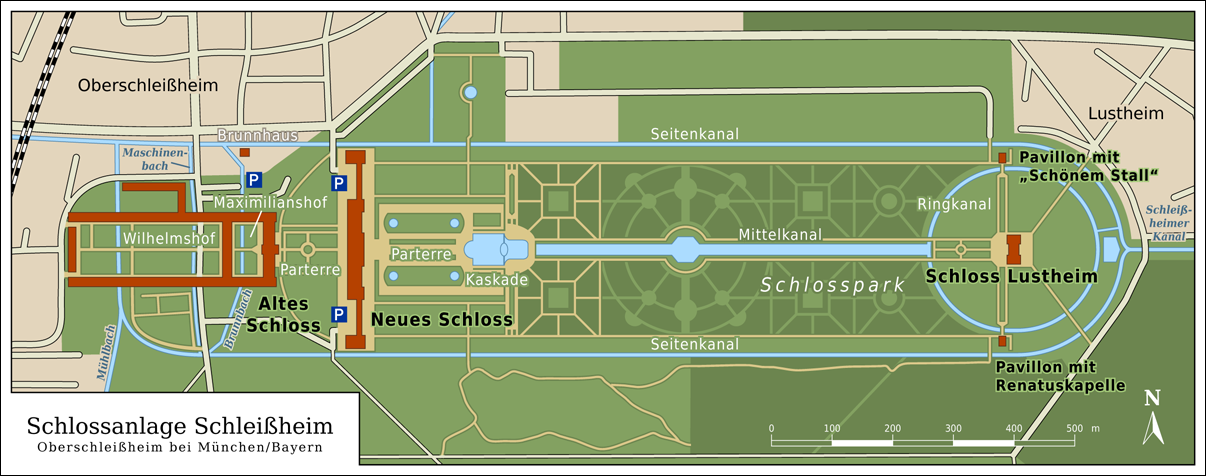
Karte der Schlossanlage Schleißheim

Die Schlossanlage Schleißheim ist ein Baudenkmal in der bayerischen Gemeinde Oberschleißheim bei München. Sie war von 1726 bis 1918 Sommersitz der Kurfürsten und Könige von Bayern aus dem Haus Wittelsbach. In zwei Jahrhunderten wurde sie durch Herzog Wilhelm V. und Kurfürst Max Emanuel von Hans Krumpper und Enrico Zuccalli in den Stilen Renaissance und Barock vom kleinen Landhaus zur monumentalen Einflügelanlage ausgebaut. Sie besteht aus dem Alten Schloss Schleißheim im Westen, dem Neuen Schloss Schleißheim im Zentrum und dem Schloss Lustheim im Osten. Die Schlossanlage bildet zusammen mit einem Park, zwei Pavillons und drei Kanälen ein bedeutendes Bauensemble.

## Überblick
Die Schlossanlage Schleißheim liegt in der Gemeinde Oberschleißheim im Landkreis München. Es handelt sich um einen Komplex von drei einzelnen Schlossbauten des 17. und 18. Jahrhunderts, die durch eine großzügige Gartenanlage axial miteinander verbunden sind. Der in ostwestlicher Ausrichtung angelegte Schlosskomplex mit seinen drei Hauptgebäuden und der Parkanlage erstreckt sich über mehr als einen Kilometer. Das Areal umfasst das westlich gelegene Alte Schloss Schleißheim, das zentrale Neue Schloss Schleißheim und das am Ostende des Parks gelegene Schloss Lustheim. Das Gebäudeensemble wurde von den bayerischen Kurfürsten als Sommerresidenz errichtet, die Anlage blieb jedoch unvollendet.
Den Ursprung der Schleißheimer Schlösser bildete eine von Herzog Wilhelm V. vom Freisinger Domkapitel 1597 erworbene Schwaige mit einer kleinen Kapelle. Der Herzog ließ dort von 1598 bis 1600 neben dem Hof verschiedene Wirtschaftsgebäude, ein einfaches Herrenhaus und in den benachbarten Wäldern neun Kapellen für dort lebende Einsiedler errichten. 1616 übernahm sein Sohn, der spätere Kurfürst Herzog Maximilian I., das Schleißheimer Gut. Dieser ließ das Herrenhaus der Schwaige in den Jahren 1617–1623 durch das heutige Alte Schloss ersetzen. Herzog Maximilians Enkel Maximilian II. Emanuel ließ anlässlich seiner Hochzeit bis 1688 in einiger Entfernung zum alten Schlossgebäude das Schloss Lustheim als festliches Gartenpalais errichten. In Erwartung der Kaiserkrone ließ er außerdem ab 1701 das Neue Schloss entwerfen, das als Residenz nach Versailler Vorbild dienen und einen umfangreichen Hofstaat aufnehmen sollte. Die Pläne sahen vor, das Alte Schloss in den als großzügige Vierflügelanlage geplanten Neubau zu integrieren; die mehrfach reduzierten Entwürfe konnten aus Kostengründen jedoch nicht ausgeführt werden, und so wurde letztlich nur der Ostflügel der geplanten Anlage errichtet. Der riesenhafte Torso des neuen Schlosses wurde unter den Wittelsbachern nur selten bewohnt und im 19. Jahrhundert als Museumsschloss der Öffentlichkeit zugänglich gemacht.
Schleißheim gehört neben Schloss Nymphenburg zu den größten Residenzen im Münchner Raum und wird zu den bedeutendsten Barockanlagen Deutschlands gezählt. Die Schlossanlage ist Teil der Bayerischen Schlösserverwaltung. Alle drei Schlösser und der Park können besichtigt werden. Neben den historischen Raumfolgen werden im Alten Schloss wechselnde Ausstellungen gezeigt, das Schloss Lustheim beherbergt die Meißener Porzellan-Sammlung Stiftung Ernst Schneider. Das Neue Schloss dient als Barockgalerie der Bayerischen Staatsgemäldesammlungen.

## Altes Schloss Schleißheim

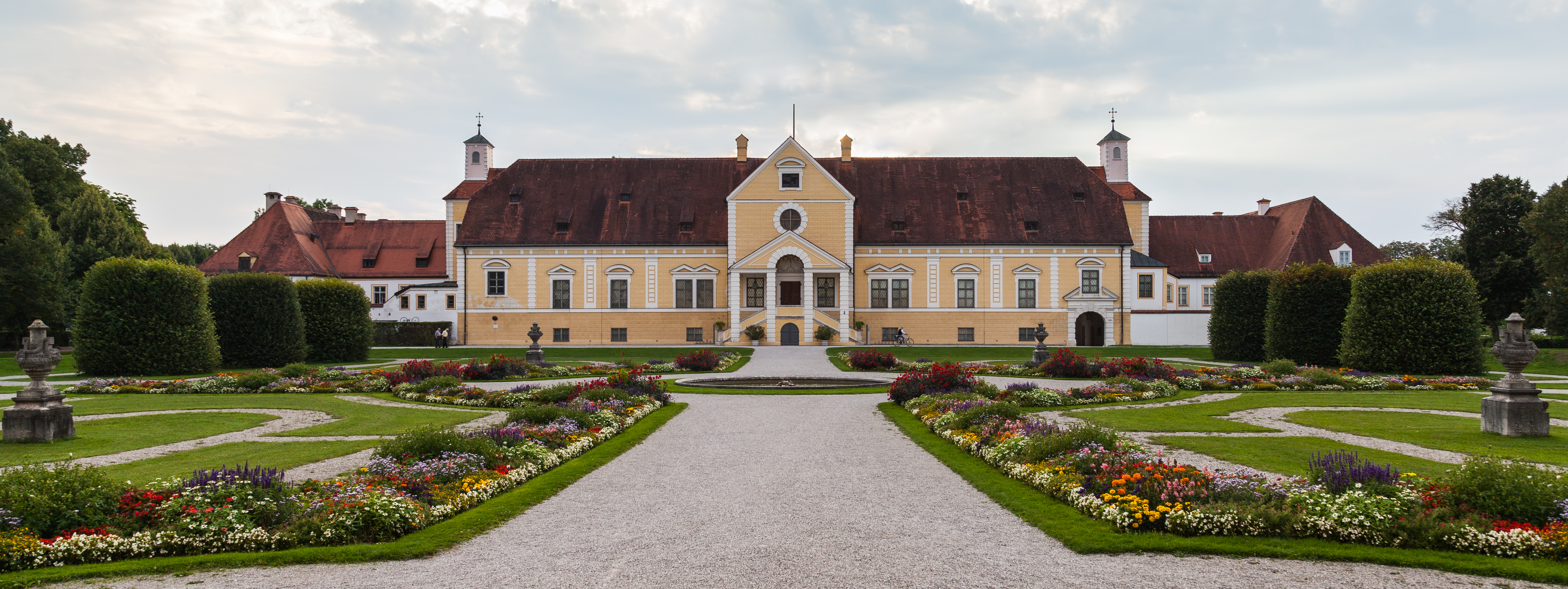
Altes Schloss Schleißheim

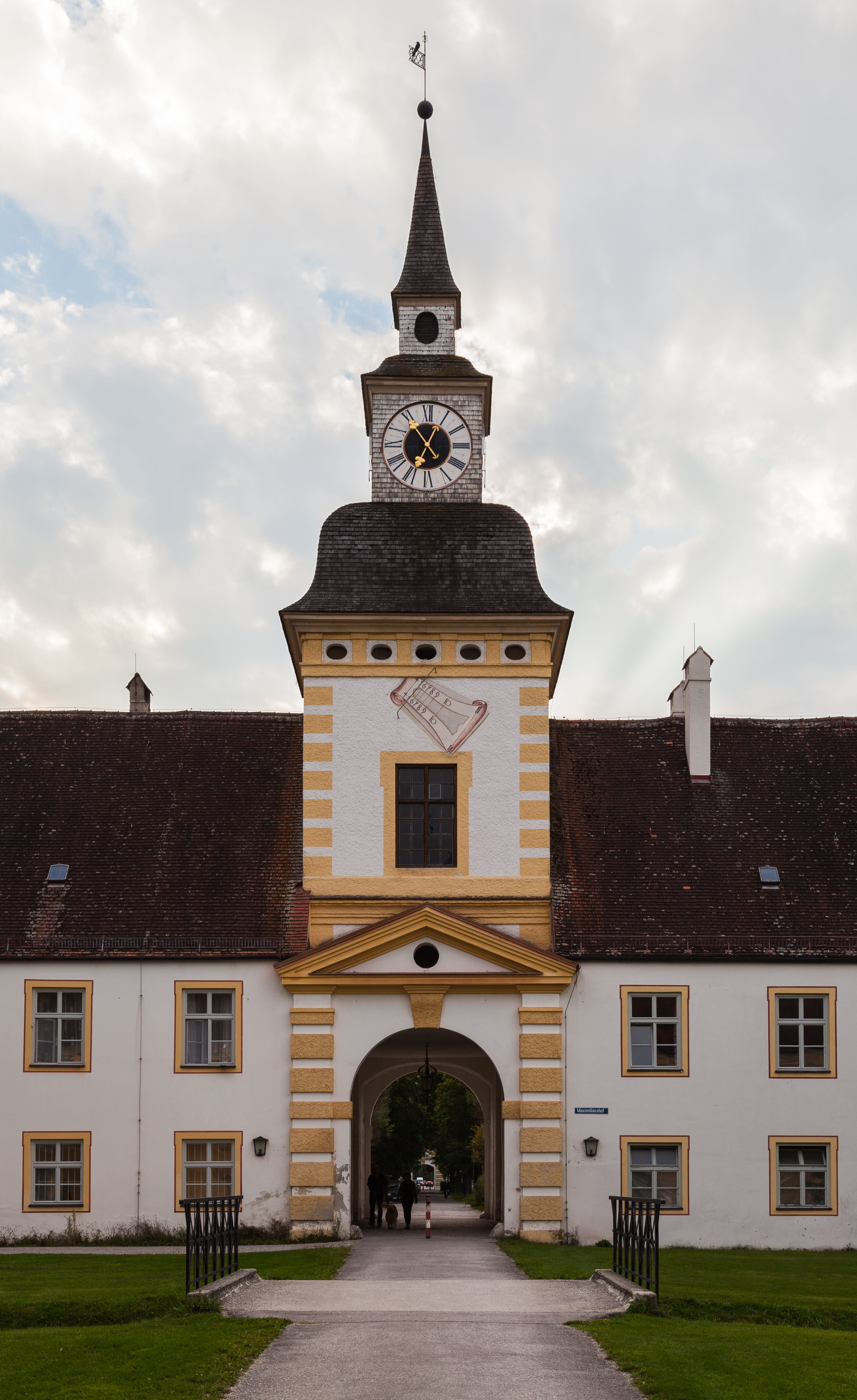
Uhrturm

### Geschichte
Das Alte Schloss Schleißheim geht auf ein unter Herzog Wilhelm V. (reg. 1579–1597) nach seiner Abdankung um 1598 errichtetes schlichtes Herrenhaus zurück, das den Mittelpunkt des umfangreichen Schwaighofs bildete und als Wilhelmsbau bezeichnet wurde. Die nahe der wittelsbachischen Sommerresidenz Schloss Dachau gelegene bescheidene Anlage sollte dem Herzog in seinen letzten Lebensjahren als Ort der Besinnung und des Gebets dienen. 1598 ließ Herzog Wilhelm V., der zuvor bereits das Hofbräuhaus gegründet hatte, im Wilhelmshof eine Brauerei einrichten, aus der das Schleißheimer Bier hervorging.
Maximilian I. (reg. 1597–1651), der Sohn Herzog Wilhelms, ließ das Gebäude bereits 1617 bis auf die Kellermauern abbrechen und stattdessen das heutige Alte Schloss errichten. Seitdem war Schleißheim ein beliebter Aufenthaltsort der bayerischen Regenten. Diese unbefestigte Anlage ähnelt typologisch dem von Maximilians Bruder Albrecht im Jahr zuvor begonnenen Schloss Laufzorn. Auch dort führt eine Freitreppe zum herrschaftlich genutzten ersten Obergeschoss hinauf. Der an den Villenbauten Andrea Palladios orientierte Bau im Stil der Spätrenaissance konnte 1623 vollendet werden. Als ausführender Baumeister wurde vermutlich Heinrich Schön der Ältere verpflichtet, Peter Candid führte zahlreiche Wand- und Deckengemälde aus. Auch Isaak Bader war beteiligt. Das Schloss enthielt darüber hinaus bereits damals eine kostbare Sammlung von Gemälden, die teilweise speziell für Schleißheim geschaffen wurden. So die vier monumentalen Jagdstücke von Peter Paul Rubens, von denen eines in der Alten Pinakothek hängt, und den Monatsbilderzyklus von Joachim Sandrart, die sich jetzt im Neuen Schloss Schleißheim befinden. 1651 brach Maximilian von Schleißheim zu einer Reise von Ingolstadt auf, wo er nach kurzer Krankheit verstarb.
1679 starb Maximilians Sohn und Nachfolger Kurfürst Ferdinand Maria (reg. 1651–1679) im Alten Schloss. Zu seinen Baumaßnahmen gehörten ursprünglich drei polygonale Erker, von denen einer an der Stirnseite der heutigen Schlossschwaige (ehemalige Wohnung des Kurfürsten) erhalten ist. Sein Sohn Max Emanuel übernahm den Schwaighof und plante, das Alte Schloss in den umfangreichen Neubau einer Schleißheimer Residenz einzubeziehen, die Pläne wurden jedoch nie in vollem Umfang verwirklicht. Nach dem Bau des Neuen Schlosses wurde der ältere Bau seltener genutzt. Der große Mittelsaal diente ab dem 19. Jahrhundert als Schleißheimer Gemeindekirche. Das Alte Schloss erlitt im Zweiten Weltkrieg schwere Schäden und befand sich noch Jahrzehnte nach Ende des Krieges im ruinösen Zustand. Eine Restaurierung fand ab 1970 statt, dabei wurden nicht alle der historischen Innenräume wieder hergestellt, sondern zum Teil einer modernen, musealen Nutzung zugeführt.

### Bauwerk
Das Alte Schleißheimer Schloss bildet den Ausgangspunkt einer umfangreichen Hofanlage. Westlich des Schlosses liegt der von Wohntrakten umgebene Maximilianshof, der durch einen riegelartigen Querbau mit zentralem Uhrenturm vom Wilhelmshof mit seinen weitläufigen Wirtschaftsbauten getrennt ist. Nur der Uhrenturm stammt noch aus der ersten Bauzeit. Die umfangreichen Wirtschaftsgebäude gehen auf die Zeit um 1600 zurück und wurden großteils im 18. Jahrhundert erneuert. Sie dehnen den Schlosskomplex weit nach Westen aus.
Das in „italienischer Bauweise“ errichtete Alte Schloss ist ein breit gelagerter, verputzter Bau mit nur einem Hauptgeschoss auf einem Kellersockel. Das Gebäude ist durch dreizehn Fensterachsen gegliedert, der Mitteltrakt mit dem Festsaal tritt als Risalit aus dem Baukörper hervor. Der Eingangsbereich ist nach dem Palladio-Motiv gestaltet, die Fassaden sind sparsam mit Zierelementen der Renaissance dekoriert.
Das ursprüngliche Raumgefüge ist nach den Kriegszerstörungen nur in der südlichen Gebäudehälfte erhalten. Besonders erwähnenswert ist der Große Saal in der Mitte des Gebäudes, der heute das Foyer bildet. Im Wesentlichen erhalten ist auch die Stuckausstattung der ehemaligen Wilhelmskapelle.

### Sammlungen
Im Alten Schloss werden zwei Ausstellungen präsentiert, die Ökumenische Sammlung von Gertrud Weinhold „Das Gottesjahr und seine Feste“ sowie die Sammlung zur Landeskunde Ost- und Westpreußens, beides Zweigmuseen des Bayerischen Nationalmuseums.
Die insgesamt über 6000 Objekte der Sammlung Weinhold dokumentieren die Kalenderfeste des religiösen Jahres sowie deren Bräuche, Andachtsmittel und Ritualgegenstände im weltweiten Vergleich, während die Sammlung Preußens mit 400 Objekten der Geschichte und Kultur Preußens gewidmet ist, beginnend mit der Missionierung und Kolonisierung durch den Deutschen Orden bis zu den Erzeugnissen der Königlichen Majolika- und Terrakotta Werkstätten in Cadinen und Werken von ostpreußischen Künstlern wie Ernst Wichert, Max Halbe, Agnes Miegel und Lovis Corinth.

## Neues Schloss Schleißheim

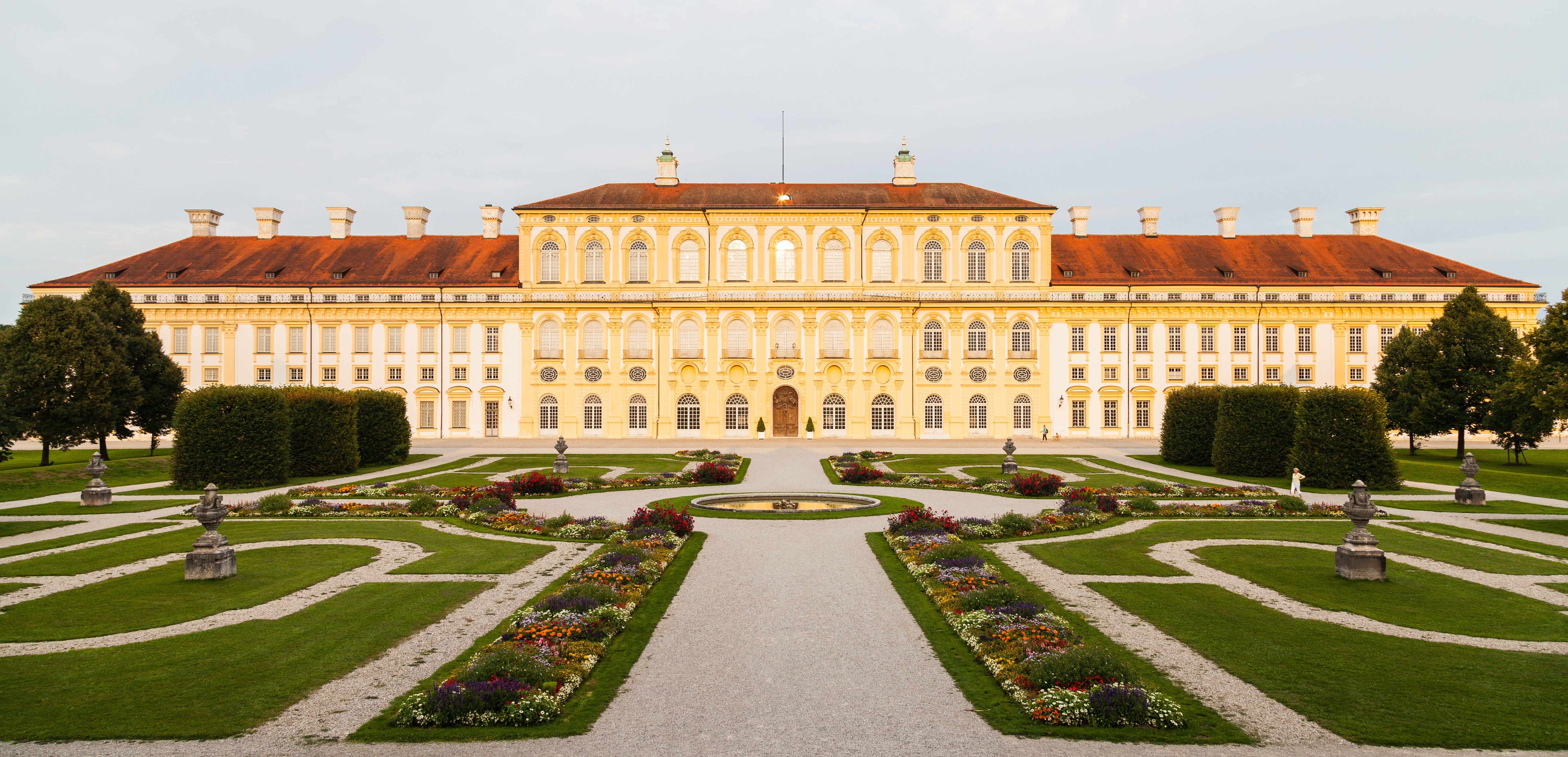
Neues Schloss Schleißheim, Westseite

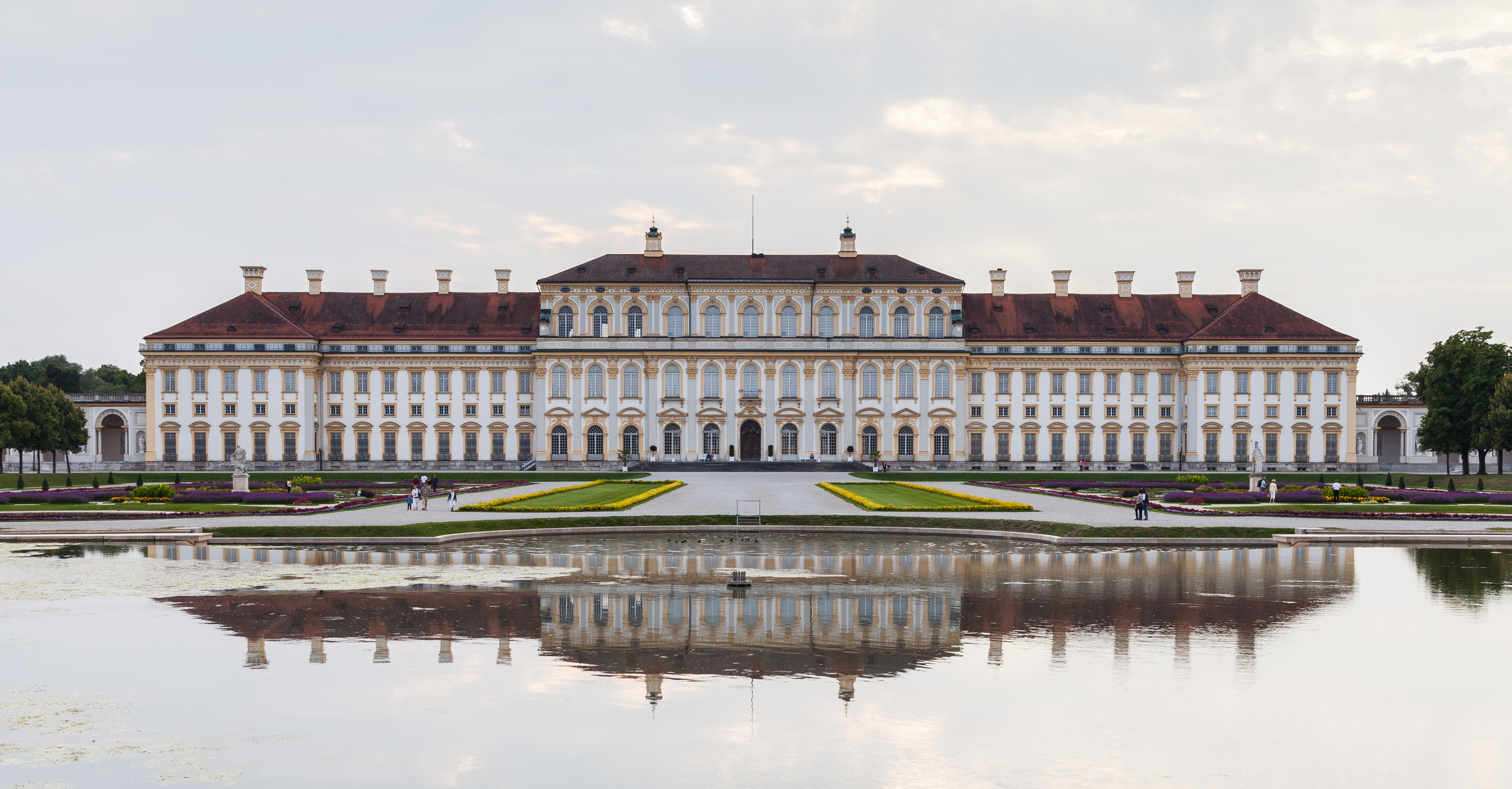
Neues Schloss Schleißheim, Ostseite

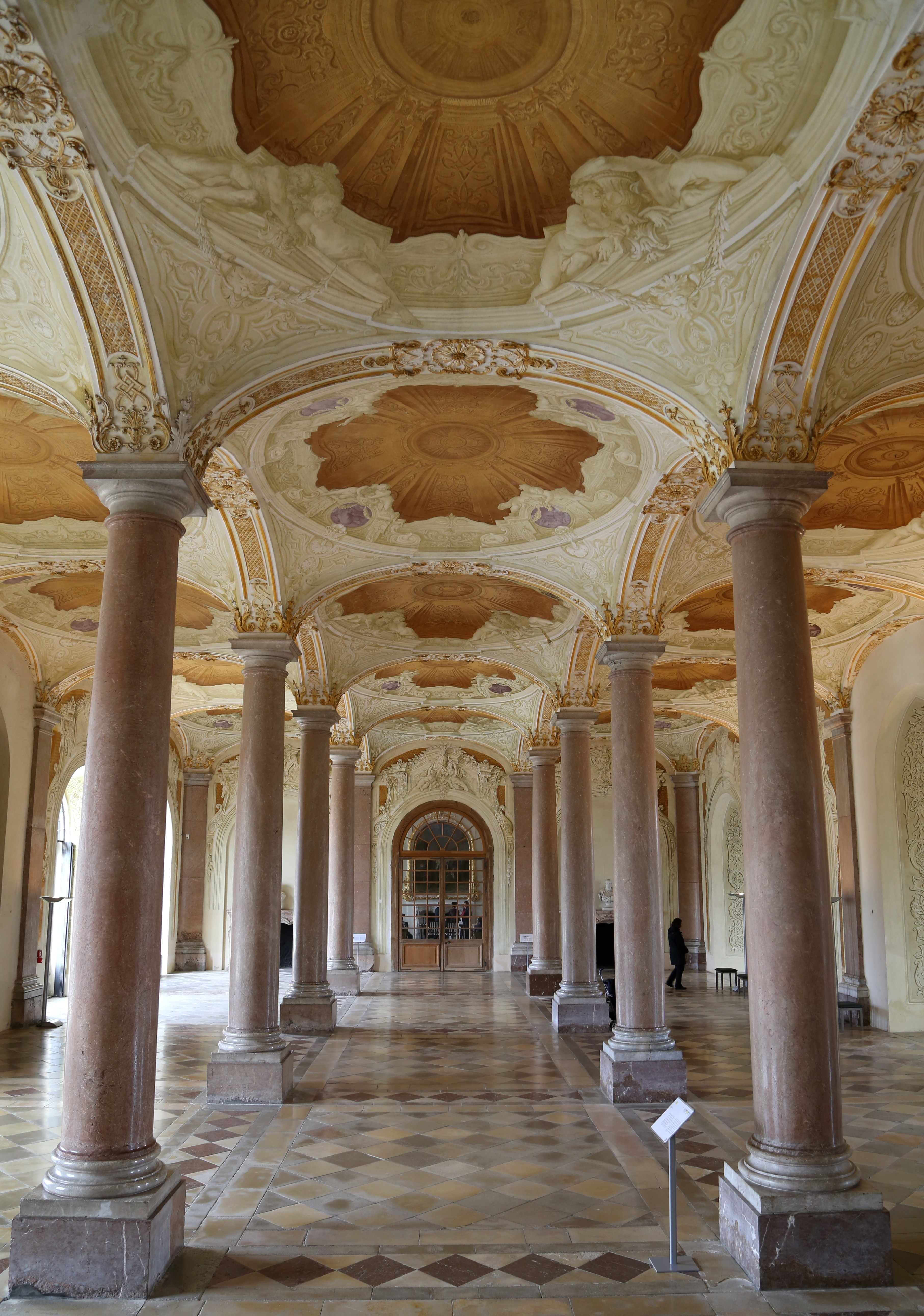
Vestibül

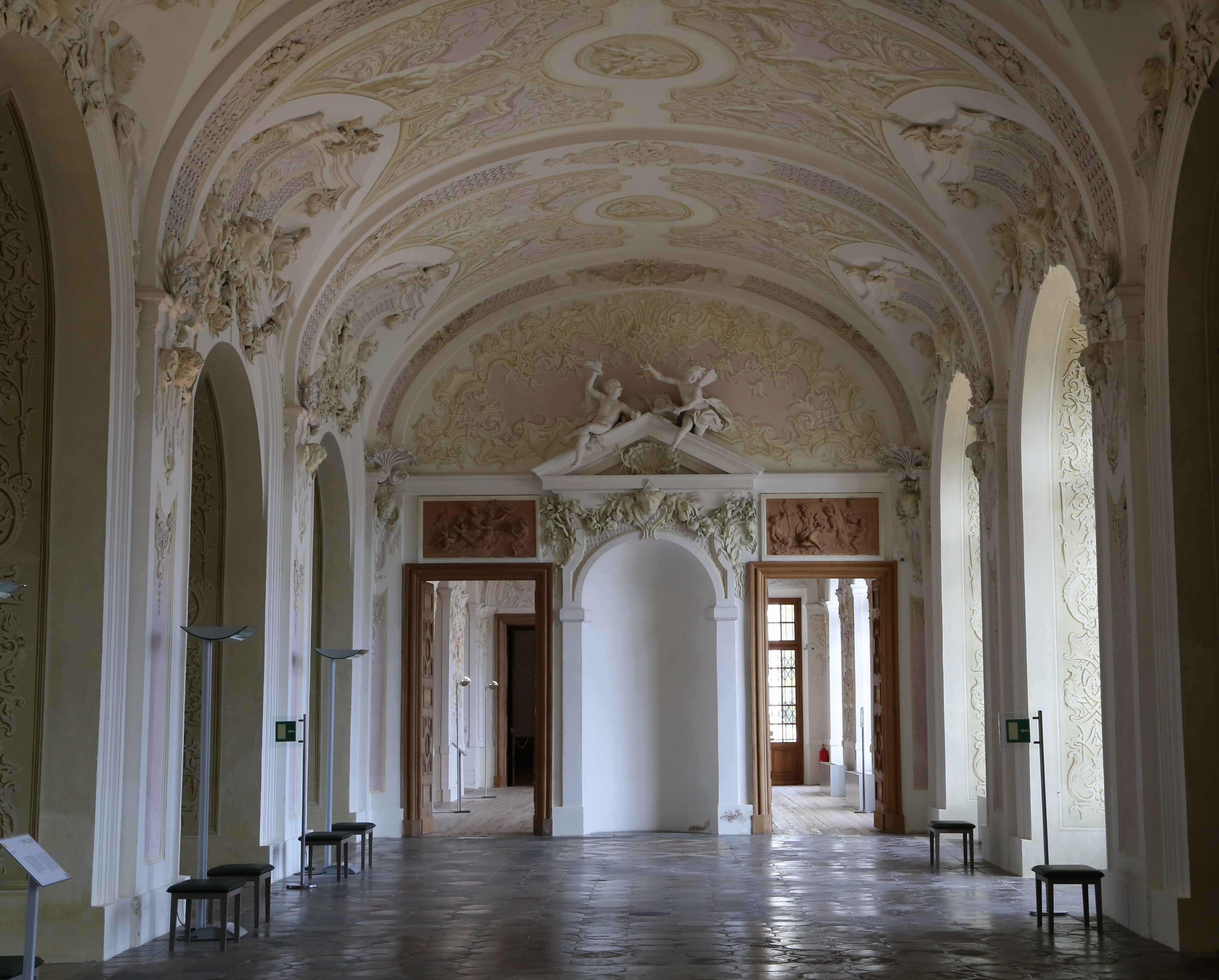
Sala terrena

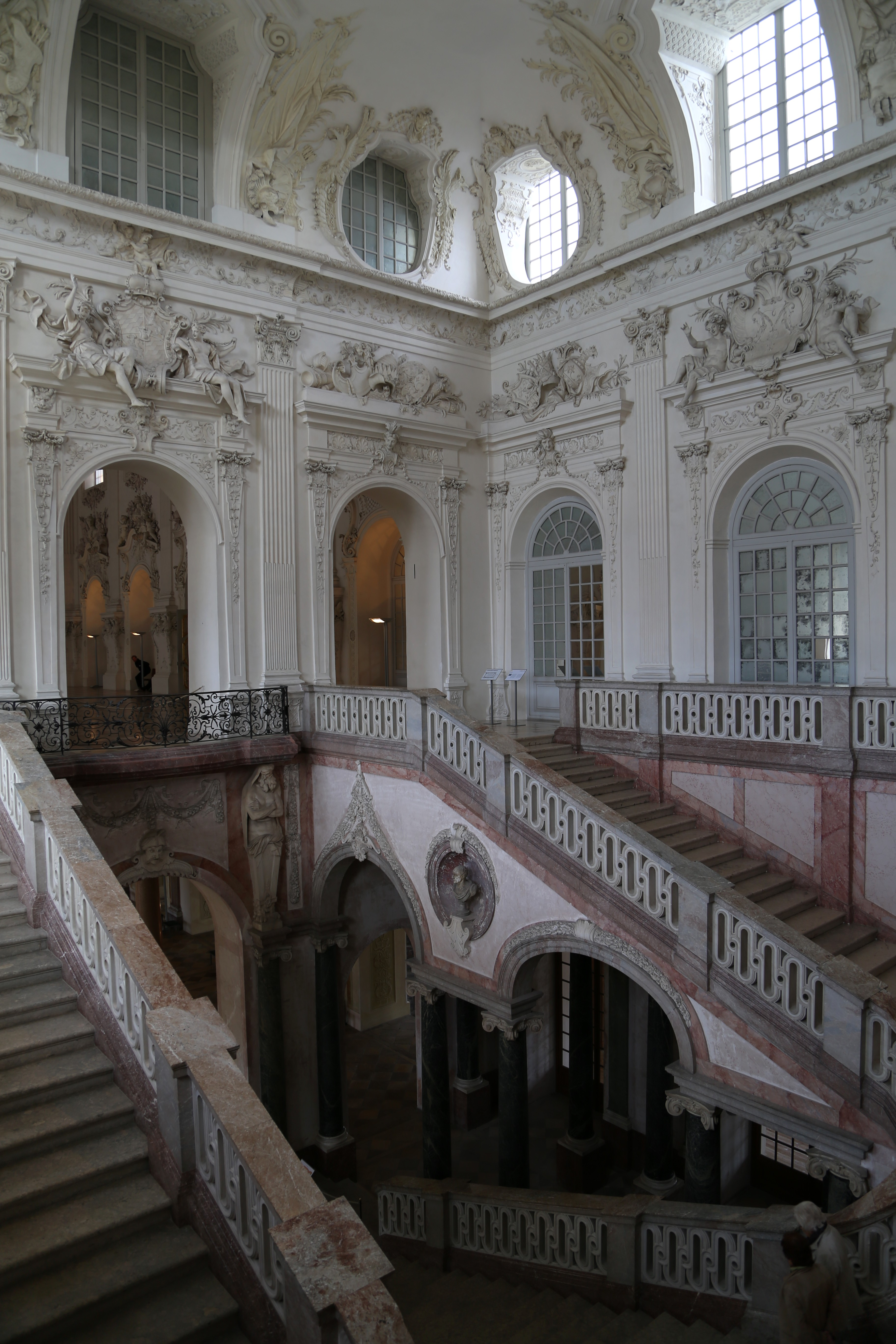
Treppenhaus

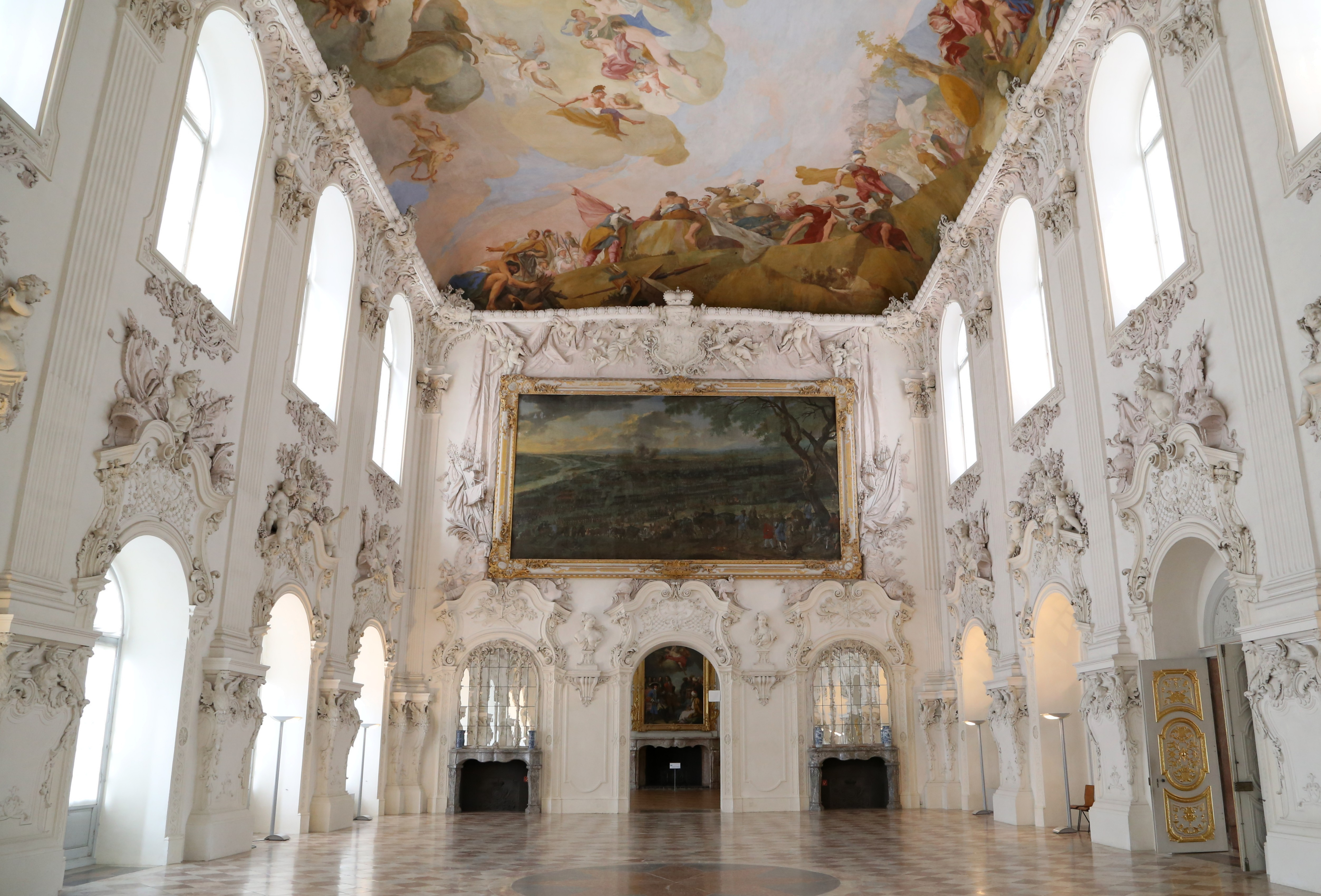
Großer Saal

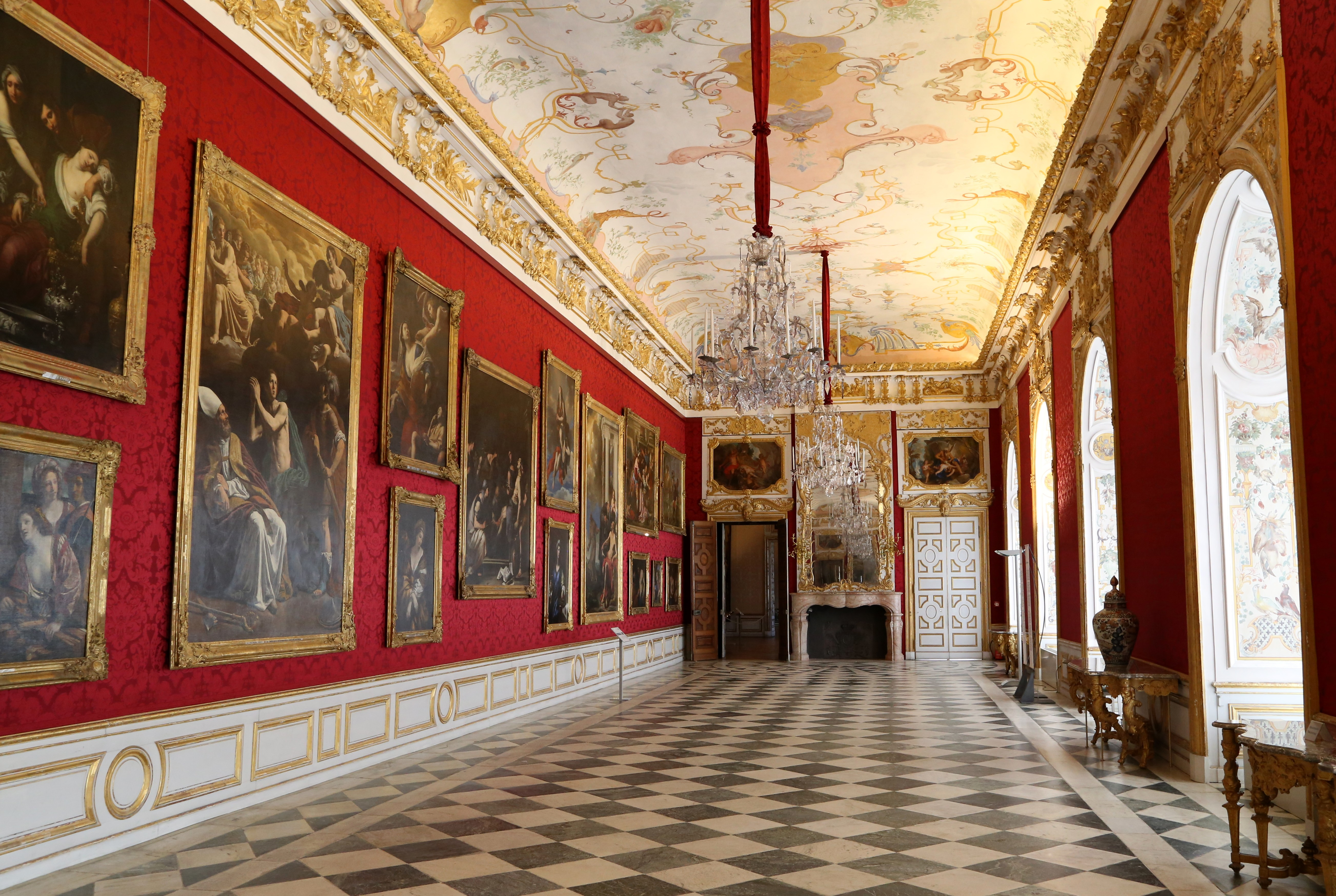
Große Galerie

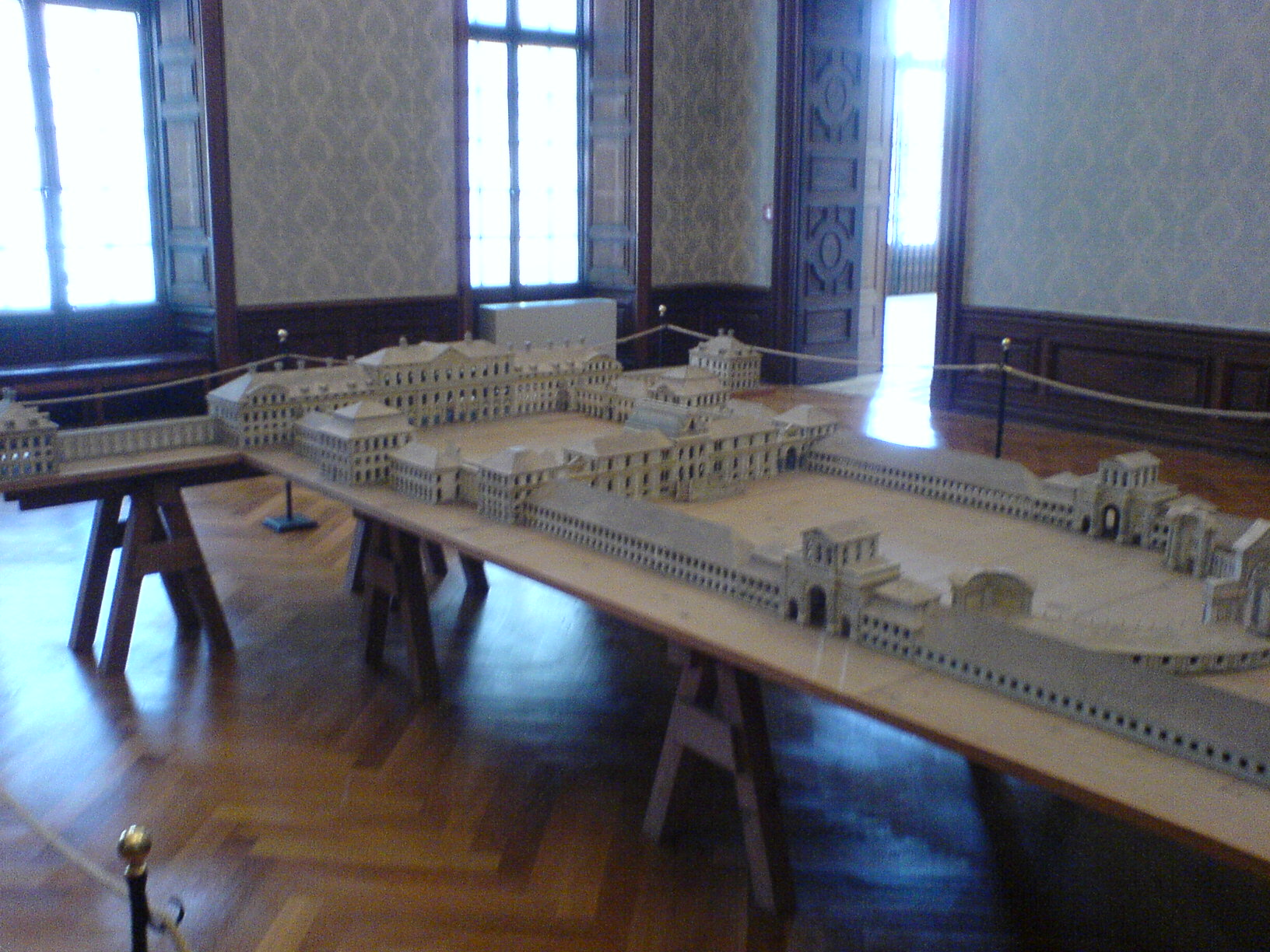
Modell der unvollendeten Schlossanlage

### Geschichte
Das Neue Schloss Schleißheim wurde ebenfalls im Auftrag des Kurfürsten Max Emanuel (reg. 1679–1726) erbaut. Der bayerische Herzog konnte sich an der Wende zum 18. Jahrhundert Hoffnungen auf die Kaiserwürde machen und versuchte, seinen Status mit einem Residenzbau nach französischem Vorbild zu unterstreichen. Ab 1696 entstanden die ersten Pläne einer Sommerresidenz des Kurfürsten in Schleißheim. Das monumentale Neue Schloss wurde ab 1701 nach Plänen von Enrico Zuccalli errichtet, die Bauarbeiten kamen infolge des Spanischen Erbfolgekrieges jedoch 1704 zum Erliegen. Die politischen Ziele des Kurfürsten scheiterten, und er ging ins Exil. Die Wiederaufnahme der Bauarbeiten erfolgte nach der Rückkehr Max Emanuels 1715. Erst ab 1719 wurden die Fassade und die inneren Raumdekorationen nach Plänen von Joseph Effner ausgeführt. Von der ursprünglichen Absicht, eine vierflügelige barocke Residenz unter Einbeziehung des Alten Schlosses zu errichten, musste aufgrund der prekären Finanzlage des Bauherrn Abstand genommen werden und so wurde bis zum Tode des Kurfürsten 1726 – nach mehrfacher Reduzierung der Pläne – nur der Hauptbau fertig gestellt. Allerdings wurden die gleichzeitig laufenden Schlossneubauten Nymphenburg und Schleißheim vom Kurfürsten bis 1726 rasant vorangetrieben.
Ursprünglich als Sommerschloss (nur wenige Räume verfügen über einen Kamin) und neue Residenz geplant, wurde das Schloss aufgrund des wechselhaften Schicksals Max Emanuels nur selten bewohnt; seine Nachfolger bevorzugten das näher an München gelegene Schloss Nymphenburg. Der Sohn und Nachfolger Max Emanuels, Karl Albrecht (reg. 1726–45), ließ nur noch einige fehlende Marmorkamine, Wandbespannungen und Täfelungen sowie Bodenbeläge ergänzen, der Enkel Maximilian III. Joseph (reg. 1745–77) ließ den Gardesaal zum neuen Speisesaal ausbauen und gab unter anderem bei Ignaz Günther die reich geschnitzten Portale in Auftrag. Diese wurden mittlerweile 2018 durch Kopien ersetzt, um die Originale zu bewahren. Die Originale sind in Zukunft im Schloss zu besichtigen. Unter Kurfürst Karl Theodor (reg. 1777–1799) erhielt das kurfürstliche Schloss Schleißheim 1790 eine Hofpfarrei, die fortan von den Schleißheimer Franziskanern aus dem Kloster Mittenheim Schleißheim besetzt wurde. Die Klosterkirche war bereits zu Zeiten Max Emanuels durch Enrico Zuccalli entstanden.
Das Neue Schloss in Schleißheim mit seiner von Kurfürst Max Emanuel begründeten Gemäldesammlung wurde schon zu Beginn des 19. Jahrhunderts der Öffentlichkeit als „Galerieschloss“ zugänglich gemacht. Durch Leo von Klenze wurden 1819 einige Änderungen an der Fassade vorgenommen, die dem barocken Bau ein klassizistischeres Äußeres verleihen sollten; unter anderem ließ dieser die kleinen Giebel über dem Corps de Logis und die Zwerchhäuser der Dachfenster entfernen. Seine klassizistischen Umgestaltungen an den Fassaden wurden beim Wiederaufbau nach dem Zweiten Weltkrieg nicht übernommen, die Wiederherstellung orientierte sich an den Originalplänen Effners. Dieser hatte damals Zuccallis Fassadenstruktur beibehalten, sie allerdings durch plastische Dekoration im Stil des Régence modernisiert. Zwischen 1875 und 1879 war Prinz Otto in Schleißheim unter Überwachung gestellt. Im Zweiten Weltkrieg wurde das Schloss im April 1945 durch zwei Sprengbombenvolltreffer beschädigt. Das Neue Schloss Schleißheim ist heute für Besucher geöffnet und kann besichtigt werden.

### Bauwerk

#### Außenarchitektur
Das Neue Schloss ist ein breit gelagerter Bau von mehr als 300 Metern Länge. Das Hauptgebäude, das Corps de Logis, ist gartenseitig durch 37 Fensterachsen gegliedert, davon fallen elf Achsen auf den Mitteltrakt mit dem großen Treppenhaus, dem Festsaal und der Galerie. An den mit Kolossalpilastern gegliederten Mitteltrakt schließen sich die dreizehnachsigen Seitentrakte mit den kurfürstlichen Wohnräumen an. Das Schlossgebäude ist durch siebenbogige Arkaden mit zwei Pavillons im Süden und im Norden verbunden, der südliche sollte als Gästehaus dienen, der nördliche das Pumpwerk für die Wasserspiele aufnehmen.
Der Mittelbau des Schlosses verfügt über drei Vollgeschosse, die seitlichen Trakte über zwei Voll- sowie ein Mezzanin- und ein Attikageschoss. Das oberste Stockwerk des Mittelbaus ist gartenseitig zurückgesetzt, wodurch dort eine große Terrasse gebildet wird. Diese Terrasse ist das Ergebnis einer Änderung der Entwürfe, nachdem Teile der Gartenfassade noch während der Bauarbeiten wegen einer ungenügenden Fundamentierung eingestürzt waren. Da sich der Baumangel nicht ohne großen Aufwand korrigieren ließ, wurde auf einen vollständigen dreigeschossigen Ausbau der Gartenfassade verzichtet, wodurch sie sich von ihrem hofseitigen Pendant unterscheidet. Das flachere Dach des Mittelbaus nimmt ihm wieder etwas von der Höhe, die er durch das zusätzliche Stockwerk gewinnt.
Die Galerien der Arkaden nördlich und südlich des Hauptgebäudes, mit den beiden Pavillons als perspektivischen Endpunkten der Nord-Süd-Achse waren bereits in der ursprünglichen Planung Enrico Zuccalis enthalten. Bis zum ersten großen Baustopp 1704 nach der Flucht von Kurfürst Max Emanuel ins Exil war der Südpavillon wohl fertiggestellt und ebenso die südliche Galerie. Die Entsprechung auf der Nordseite war erst im Bau, sie wurde später von Joseph Effner weitergeführt aber erst unter König Ludwig I. (reg. 1825–1848) durch Leo von Klenze vollendet. Die Galerien, die zur Westseite eine geschlossene und nur oberflächlich gegliederte Front bilden, öffneten sich zur Parkseite im Osten mit jeweils sieben Rundbögen, deren ursprüngliche zweifarbige barocke Farbgebung mittlerweile wiederhergestellt wurde. Die jeweils 15 allegorischen Figuren in den Arkadennischen und in den Wandpfeilernischen zwischen den Säulen der Galeriebögen sind nicht barock, sondern eine Ergänzung aus dem späten 19. Jahrhundert. Als unter König Ludwig II. (reg. 1864–1886) für dessen neuerbautes neobarockes Schloss Herrenchiemsee Attikafiguren gegossen wurden, kamen die Gipsmodelle für diese Gussarbeiten in die Schleißheimer Arkaden. Diese Allegorien zeigen Eigenschaften und Themen guter Herrschaft wie Künste, Wissenschaften oder Tugenden. Ludwig II. ließ bereits ab 1868 anlässlich des Todes seines Großvaters die Bauarbeiten an Galerie und Hofgarten in Schleißheim fortsetzen, für die sich Ludwig I. eingesetzt hatte.
Kurfürst Max Emanuel hatte nicht nur die Absicht, eine seinem Status entsprechende Residenz zu errichten, sondern auch, seine Schlösser durch ein Netz von Wegeachsen und Kanalläufen zu verbinden und sie – als Ausdruck des absolutistischen Herrschaftsdenkens – als Mittelpunkt der von ihnen ausgehenden Sichtachsen zu präsentieren. Ausgehend von den radial von Schloss Lustheim wegführenden Alleen wies die nordöstliche Sichtachse auf den 20 km entfernten Freisinger Domberg, die östliche entlang des Schleißheimer Kanals zum rund 6 km entfernten Turm von St. Katharina in Garching bei München, die südöstliche zur fast 8 km entfernten Pfarrkirche St. Valentin in Unterföhring, die südliche auf die Peterskirche im 12 km entfernten München, die südwestliche auf St. Peter und Paul im 5 km entfernten Feldmoching im heutigen Münchener Stadtbezirk 24 Feldmoching-Hasenbergl, die westliche entlang der Mittelachse des Parks zum Alten bzw. später zum Neuen Schloss und die nordwestliche auf St. Peter in Ampermoching. Vom Alten Schloss geht eine Sichtachse nach Süden auf die Frauenkirche in München, die außerdem Endpunkt einer Sichtachse von Schloss Fürstenried ist. Der nördliche Seitenkanal schließlich hat das Schloss Dachau als Zielpunkt. Von diesen Sichtachsen existieren heute nur noch der sehr von Ästen verhangene Schleißheimer Kanal, die radial von Schloss Lustheim ausgehenden Alleen und zwei Forstwege, sowie die Waldgrenze des Berglholzes zu Oberschleißheim, ansonsten sind sie zugewachsen oder verbaut.
Die Schlossanlage Schleißheim ist unvollendet geblieben. Die ehrgeizigen Pläne Kurfürst Max Emanuels, eine große Residenz nach Versailler Vorbild zu errichten, mussten aufgrund der damit verbundenen finanziellen Schwierigkeiten aufgegeben werden. Das Neue Schloss wurde als monumentale, vierflügelige Residenz entworfen. Das heutige Schloss war als Haupttrakt der Anlage geplant, die über einen nördlichen und einen südlichen Seitentrakt mit dem Alten Schloss verbunden werden sollte. Für das Alte Schloss und seine Höfe war eine vollständige barocke Überformung angedacht, der heutige Trakt mit dem Uhrenturm sollte durch halbkreisförmige Wirtschaftsbauten mit einem mittleren Triumphbogen ersetzt werden. Schleißheim hieß sogar jahrelang im weiten Umland nur „der Bau“, weil selbst der am Ende doch noch fertiggestellte Ostflügel des Neuen Schlosses auf Grund der politischen Verwicklungen des Kurfürsten und wegen Geldmangels lange Zeit unvollendet blieb. Auch waren die Nachfolger Max Emanuels an Schleißheim nur wenig interessiert, der schwere Barockbau galt schon im Rokoko als nicht mehr „modern“. Auch wenn später noch wenige Räume umgestaltet wurden und schließlich viele Einrichtungsgegenstände entfernt wurden, haben sich dadurch allerdings sowohl das Schloss als auch die Gartenanlage weitgehend im Original erhalten.

#### Innenarchitektur
Die monumentale Anlage umfasst im Inneren des Hauptgebäudes ein großzügiges Treppenhaus, das in den sogenannten Weißen Saal übergeht und mit diesem ein barockes Raumkunstwerk bildet, mehrere Festsäle und die vier Paradeappartements des Kurfürstenpaares und des Kurprinzenpaares. Die Appartements bestehen unter anderem jeweils aus einem Vorzimmer, dem Audienzzimmer, dem Paradeschlafzimmer und dem Großen Kabinett. An der Ausstattung haben Künstler wie Charles Dubut, Jacopo Amigoni, Johann Baptist Zimmermann, Cosmas Damian Asam und Franz Joachim Beich mitgewirkt. Als kunsthistorisch bedeutsamste Räume gelten das Rote Kabinett (Jagdzimmer) im Appartement des Kurfürsten, die Kammerkapelle der Kurfürstin sowie der Viktoriensaal. Besonders bemerkenswert sind die Stuckaturen, die Serien Brüsseler und Münchner Gobelins sowie die Tapisserien und Paneele in vielen der Räume.
Baukünstlerisch besonders bedeutend ist das Große Treppenhaus Zuccallis. Die Treppenläufe und Podeste liegen innerhalb eines hohen weiten Saales, eine Idee die Balthasar Neumann später beim Entwurf der Schlosstreppen von Augustusburg in Brühl und der Residenz in Würzburg aufgriff. Das Kuppelfresko von Cosmas Damian Asam stellt Venus in der Schmiede des Vulkans dar, in der die Waffen für ihren Sohn Aeneas gefertigt werden, der hier die Gesichtszüge Kurfürst Max Emanuels trägt. Zwischen den hölzernen Säulen der Kuppel im Raum über dem Treppenhaus haben die Bläser gestanden, die von hier aus musiziert haben, wenn unten besondere Festivitäten stattfanden. Der verborgene Raum selbst ist mit Malerei ausgestattet, die vermutlich von Nikolaus Gottfried Stuber stammt. Vollendet wurde das Treppenhaus erst 1847/48 unter König Ludwig I. unter Verwendung von eingelagerten Original-Bauteilen durch Leo von Klenze.
Vom Treppenhaus gelangt man in den ganz in Weiß gehaltene Großen Saal (Weißer Saal), der sich über zwei Geschosse in der Mitte des Hauptbaus erstreckt und von beiden Längsseiten her von Fensterlicht durchflutet wird. Der Stuck stammt von Johann Baptist Zimmermann nach den Entwürfen Joseph Effners. Das kolossale Deckenfresko von Jacopo Amigoni und zwei Gemälde an den Schmalseiten von Franz Joachim Beich stellen Kriegstaten Max Emanuels dar. 1703–1704 entstanden so zwei Monumentalgemälde, die fest in den Großen Saal des Schlosses eingebaut wurden. Mit einer Größe von je 5,10 × 9,69 m Größe und einem Gewicht von jeweils etwa 1,5 t sind Der Entsatz von Wien 1683 und Die Schlacht bei Mohács 1687 die größten Leinwandgemälde in bayerischem Staatsbesitz (und vermutlich bis heute die größten in Deutschland, die nicht als Rundgemälde konzipiert wurden).
Ebenfalls durch Beich entstanden im sich an den Großen Saal anschließenden Viktoriensaal 1720–1725 zehn weitere Schlachtengemälde für Schloss Schleißheim, ihr Detailreichtum und die Gewissenhaftigkeit Beichs, der sogar die Schauplätze der Schlachten besuchte, machen die Gemälde zur wertvollen Quelle für die Heereskunde. Die plastischen Herkuleshermen entstanden nach dem Entwurf von Robert de Cotte, die Puttenreliefs sind von Dubut.
Für den Grundriss der 57 m langen Großen Galerie an der Gartenseite hinter dem Großen Saal wurde ebenfalls Robert de Cotte herangezogen. Sie wurde so weit als möglich bei den jüngsten Renovierungen in ihren ursprünglichen Zustand zurückversetzt, auch wenn ihre bedeutendsten Meisterwerke heute in der Alten Pinakothek ausgestellt sind. Die sechs vergoldeten Konsoltische mit ihren Tischplatten aus Tegernseer Marmor sind Meisterwerke der Münchner Hofkunst unter Kurfürst Max Emanuel, der sie 1722–1725 vom Hofbildhauer Johann Adam Pichler nach Entwürfen des Schleißheimer Schlossarchitekten Joseph Effner für die Große Galerie schnitzen ließ. 1761 wurden sie um ein weiteres Tischpaar ergänzt. Aus der Zeit von Max Emanuels Enkel Kurfürst Maximilian III. Joseph stammen auch die fünf in Wien erworbenen rund 1,70 Meter hohen, monumentalen Glaslüster. Von der Großen Galerie aus besteht Zugang zu den beiden wichtigsten Appartements im Neuen Schloss: Nach Süden das des Kurfürsten, nach Norden das der Kurfürstin. Sind alle Türen geöffnet, zeigt sich an der Gartenseite eine Raumflucht von 160 Metern Länge.
Im Appartement des Kurfürsten führt der Weg durch zwei mit kostbaren Brüsseler Teppichfolgen mit Feldzugsszenen dekorierte Räume, das Vorzimmer und das Audienzzimmer, zum Paradeschlafzimmer. Als der zeremoniell bedeutendste Raum des Appartements weist es die reichste Ausstattung auf, darunter hinter einer geschnitzten Balustrade das mit rotem Seidensamt ausgestattete Paradebett Kurfürst Max Emanuels. Im sich anschließenden Großen Kabinett im Appartement des Kurfürsten haben sich keine originalen Möbel erhalten, dahinter liegt jedoch das mit Jagdtrophäen und Chinoiserien reich geschmückte Jagdzimmer (Rotes Kabinett) mit authentischem Mobiliar aus der Zeit Karl Albrechts und Max III. Josephs. Daneben liegt noch das Niederländische Malerei-Kabinett (Braunes Kabinett). Die Maximilianskapelle oder Große Kapelle entstand seit 1720 bis 1724. Die Kapellenoratorien im Obergeschoss waren direkt vom Paradeschlafzimmer des Kurfürsten zugänglich. Das Tonnengewölbe der Kapelle stellt die „Glorie des heiligen Maximilian“ von Cosmas Damian Asam dar, der marmorierte Tabernakelaufsatz de Altars ist aus der Werkstatt von Johann Adam Pichler.
Spiegelbildlich zum Appartement des Kurfürsten liegt auf der anderen Seite der Großen Galerie das Appartement der Kurfürstin. Auch hier waren sowohl das Vor- als auch das Audienzzimmer einst mit Wirkteppichen dekoriert, die nur noch zum Teil ausgestellt sind. Im Audienzzimmer der Kurfürstin hängen heute Bildnisse Kurfürst Max Emanuels und seiner zweiten Gemahlin Therese Kunigunde von Joseph Vivien. Im mit einer Wandbespannung aus gelbem Damast dekoriertem Paradeschlafzimmer im Appartement der Kurfürstin ist das Paradebett der Kurfürstin nur noch zum Teil original erhalten. Das heute unmöblierte Große Kabinett im Appartement der Kurfürstin weist ein Deckenfresko von Jacopo Amigoni auf. Dahinter liegt die mit Scagliola aus der Zeit Kurfürst Maximilians I. reich dekorierte Kammerkapelle der Kurfürstin, die an der mit Stuckzier von Johann Baptist Zimmermann geschmückten Decke sich unter einer Laterne zum nächsten Geschoss hin öffnet.
Das Stuckatur-Kabinett, direkt unter der Kapelle im Erdgeschoss im Appartement der Kurprinzessin gelegen, zeigt ebenfalls wertvolle Scagliola-Verkleidung, auch hier entstand sie durch Hofmarmorator Wilhelm Pfeiffer bereits 1629 für die Residenz in München und wurde erst später in Schleißheim eingebaut. Spiegelbildlich zum Stuckatur-Kabinett liegt im Appartement des Kurprinzen das Blaue Kabinett am Ende der Raumflucht. An die einst exquisite Ausstattung zur Zeit Max Emanuels erinnern noch die blau gefassten Sockelpaneele mit ihren versilberten Schnitzereien und die blaue Decke mit den versilberten Stuckaturen des Johann Baptist Zimmermann.
Ab 1758 wurde das Musik- und Billardzimmer (Nördlicher Gartensaal) an der Gartenseite im Erdgeschoss im Auftrag Max III. Josephs von Franz Xaver Feuchtmayer nach Entwürfen von François de Cuvilliés im Stil des Rokoko neu stuckiert. Der Südliche Gartensaal zeigt dagegen noch Johann Baptist Zimmermanns Reliefs mit Schäferszenen und Putti von 1723, die Fresken in Grisailletechnik, die thematisch auf den Garten Bezug nehmen, malte 1724 Cosmas Damian Asam. Zwischen den beiden Sälen liegt die Sala terrena mit vier Tonreliefs mit Meeresszenen von Giuseppe Volpini und Stuck vortäuschender Grisaille-Malerei von Nikolaus Gottfried Stuber. Davor liegt vor dem Treppenaufgang auf der anderen Seite das Vestibül mit toskanischen Säulen aus Tegernseer Marmor und gewölbten Flachkuppeln mit illusionistischer Malerei, ebenfalls von Nikolaus Gottfried Stuber.
Die originale Möblierung der Räume, soweit noch vorhanden, ist heute aus konservatorischen Gründen größtenteils eingelagert oder in der Münchner Residenz ausgestellt. Erhalten haben sich die flämischen Gobelins und Tapisserien, die Max Emanuel während seiner Statthalterschaft in den spanischen Niederlanden erworben hatte.
Anschließend an die Arkaden nördlich und südlich des Hauptgebäudes befinden sich die beiden Pavillons. 1723 wurde mit der Inneneinrichtung begonnen: Im südlichen Pavillon Herkules-Pavillon eine Marmorausstattung im Erdgeschoß und eine Appartement im Obergeschoß, im nördlichen Pavillon Pallas-Pavillon im Obergeschoß ebenfalls ein Appartement, während das Erdgeschoß ein Wasserreservoir und die Brunnenmaschine aufnehmen sollte, ebenso wie das Paßspiel. Bereits seit dem 19. Jahrhundert ist die Ausstattung jedoch verschwunden.

### Staatsgalerie

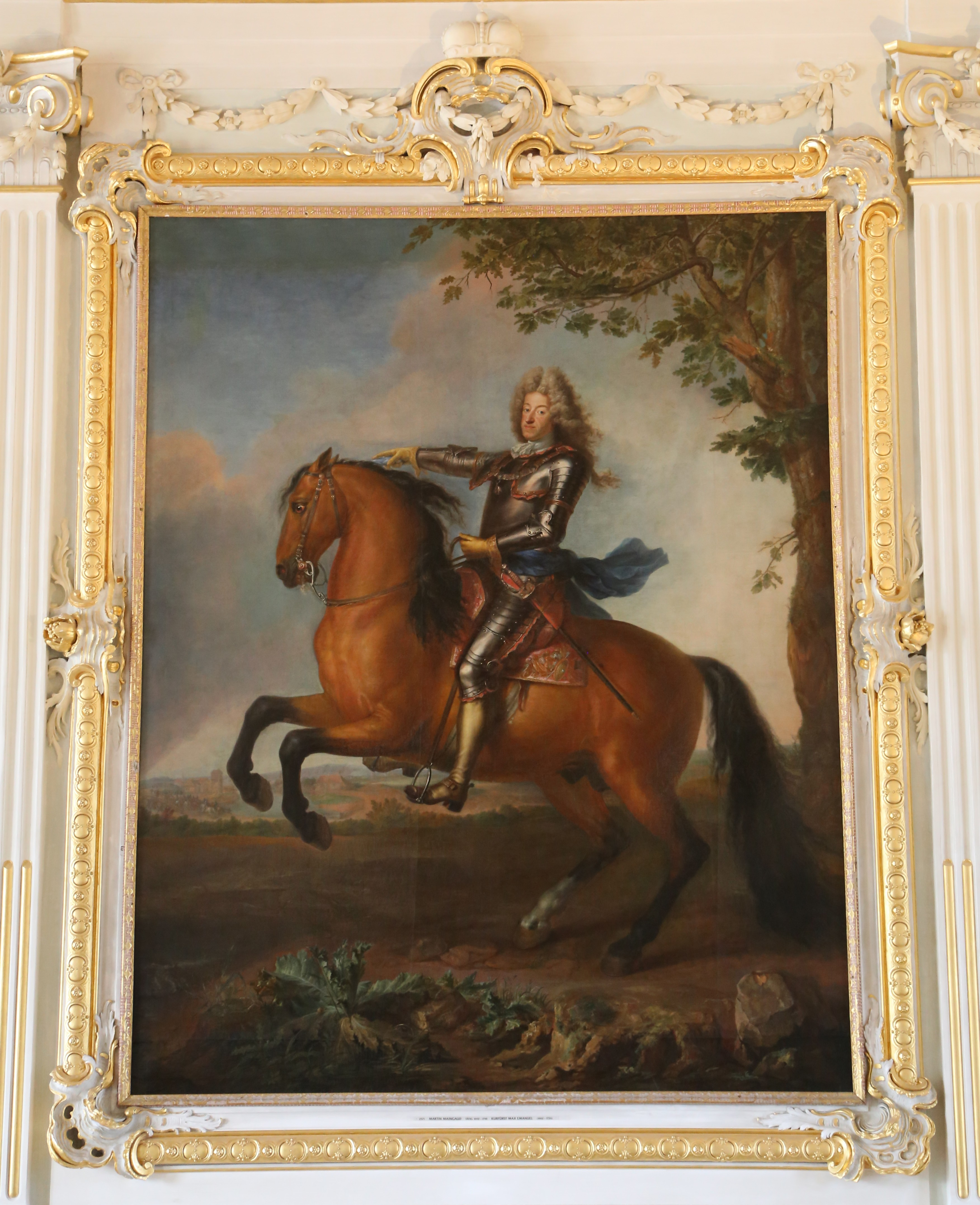
Kurfürst Max Emanuel, Gemälde von Martin Maingaud

Einige Räume beinhalten heute die Staatsgalerie im Neuen Schloss Schleißheim, welche von den Bayerischen Staatsgemäldesammlungen verwaltet wird. Im Zentrum stehen die italienischen und flämischen Gemälde, die in der prunkvollen Großen Galerie und weiteren Räumen ausgestellt sind. Unter den nun wieder im Schloss ausgestellten Meistern befinden sich so prominente Maler wie die Flamen Peter Paul Rubens und Anthonis van Dyck, die Italiener Guido Reni, Luca Giordano, Il Guercino, Carlo Saraceni, Marcantonio Bassetti, Alessandro Turchi, Carlo Dolci und Pietro da Cortona, die Deutschen Joachim Sandrart, Johann Heinrich Schönfeld und Johann Carl Loth sowie ein Kabinett mit Beispielen spanischer Malerei von Alonso Cano, José Antolínez und Jusepe de Ribera.
Die im Schloss ausgestellten französischen Gemälde des 17. und 18. Jahrhunderts haben zum größten Teil historisch engen Bezug zu Kurfürst Max Emanuel. So zeigen einige Bilder beispielsweise von Pierre-Denis Martin seine
französischen und polnischen Verwandten, seine Schwester Maria Anna war mit dem Grand Dauphin verheiratet, er selbst in zweiter Ehe mit Therese Kunigunde, einer Tochter des polnischen Königs Jan Sobieski. Ein riesiges Historienbild von Joseph Vivien behandelt die Wiedervereinigung des Kurfürsten mit seiner Familie im Jahre 1715. Räume mit Schlachtengemälden schließen sich an.
Der ab 1762 zum Speisesaal umgestaltete ehemalige Gardesaal im Erdgeschoss zeigt Bildnisse aller Fürsten Bayerns zwischen 1597 und 1777: An der Nordwand des Saales befinden sich ein Reiterbildnis Maximilians I. von Nikolaus Prugger, ein Bildnis Ferdinand Marias stehend von George Desmarées und eine Darstellung Max II. Emanuels zu Pferd als Feldherr von Martin Maingaud, an der Südwand sind Reiterbildnisse von Karl Albrecht und Max III. Joseph von Desmarées. Die in die Wände eingelassenen Leinwandbilder sind älter als die Raumdekoration und wurden nachträglich auf die heutigen Rahmengrößen gebracht.
1852 wurden über 1000 Gemälde, die in den Bayerischen Staatsgemäldesammlungen in Schleißheim, Augsburg und Nürnberg aufbewahrt wurden, bei einer öffentlichen Versteigerung mit Genehmigung des bayerischen Königshauses verkauft (Schleißheimer Versteigerung). Der Verkauf diente der Finanzierung moderner Erwerbungen für die Wittelsbacher Porträtgalerie. Unter den vermeintlich entbehrlichen Gemälden befanden sich auch damals als Kopien angesehene Perlen wie Dürers „Hl. Anna Selbdritt“ (heute in New York, Metropolitan Museum of Art) und Grünewalds „Maria-Schnee-Wunder“ (heute in Freiburg, Augustinermuseum).

## Schloss Lustheim

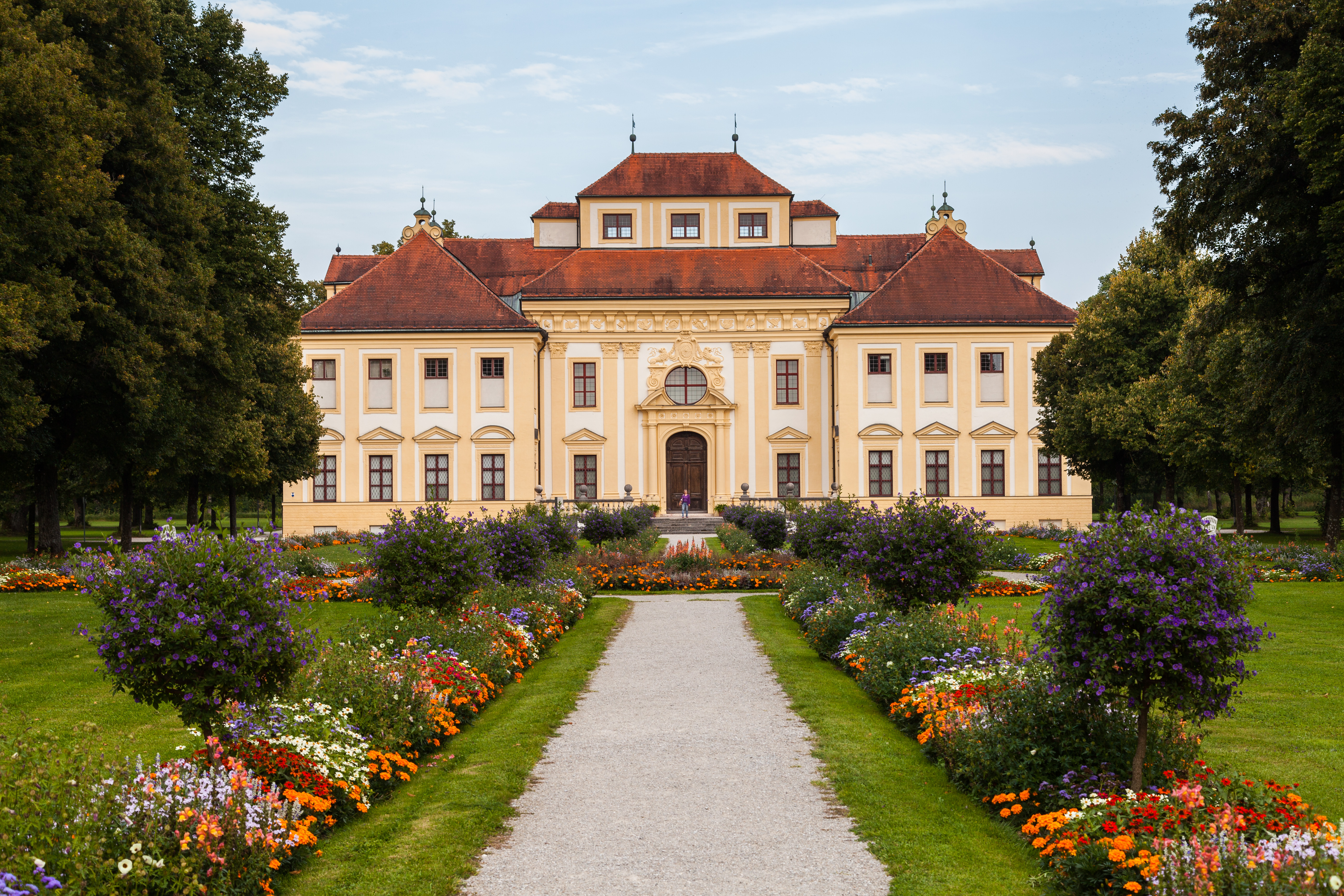
Schloss Lustheim

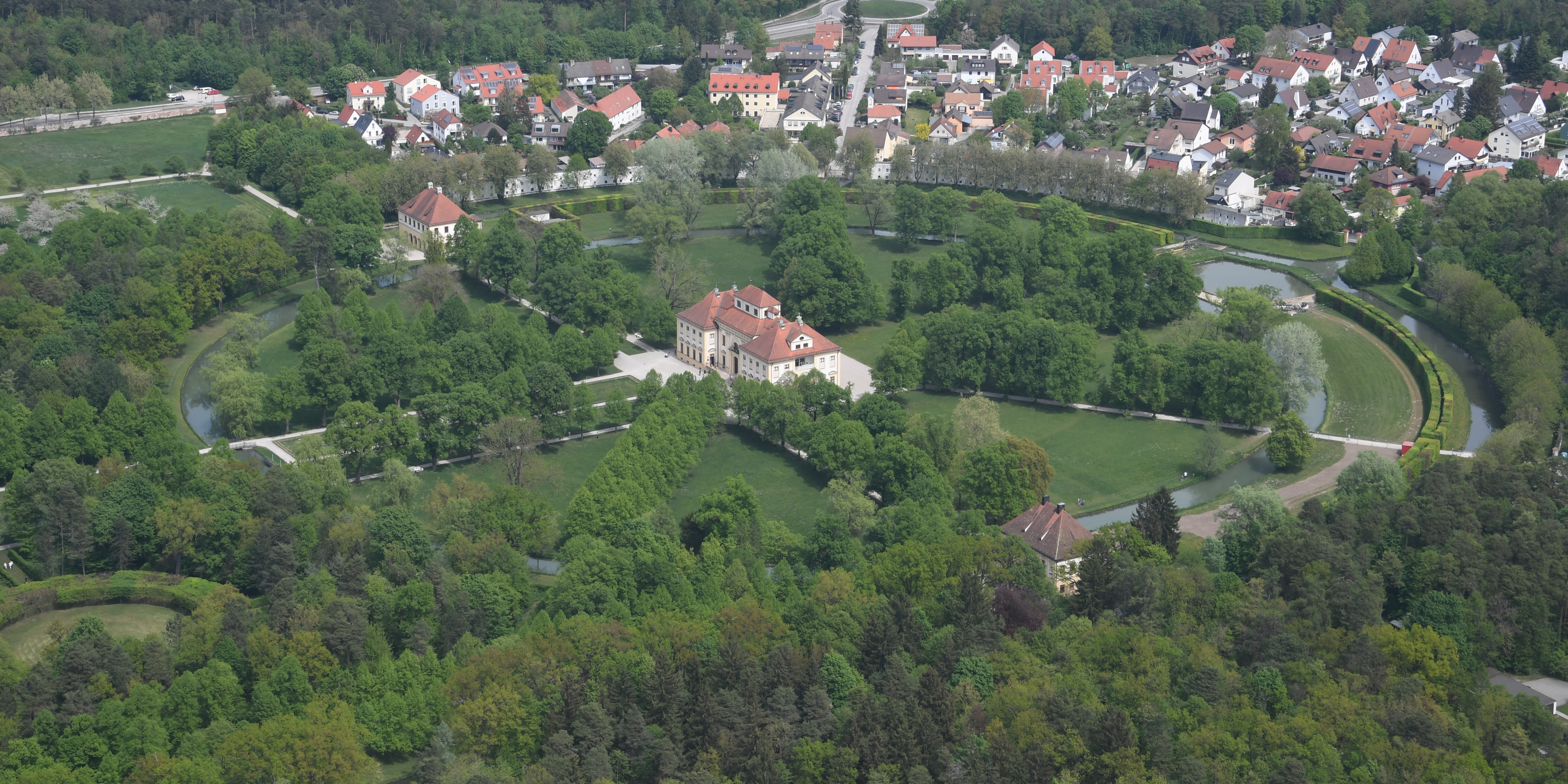
Luftbild von Schloss Lustheim

### Geschichte
Das Schloss Lustheim liegt am Ostrand des Schleißheimer Parks, etwas mehr als einen Kilometer vom Komplex des Alten und des Neuen Schlosses entfernt. Das hochbarocke Gebäude entstand ab 1684 anlässlich der Vermählung des Kurfürsten Max Emanuel (reg. 1679–1726) mit der österreichischen Kaisertochter Maria Antonia im Jahre 1685. Lustheim diente, wie der Name andeutet, als reines Lust- und Jagdschloss und wurde nicht dauerhaft bewohnt. Ausführender Architekt des in Anlehnung an die italienische villa suburbana errichteten Gebäudes war Enrico Zuccalli. Die Ehe selbst verlief allerdings unglücklich und die Kurfürstin starb bereits 1692 in Wien. Lustheim wurde daher bald nur noch selten genutzt. Max Emanuel selbst war 1691 zum Generalstatthalter der Spanischen Niederlande geworden und hielt sich ab da nur noch selten in Bayern auf, beider Sohn Joseph Ferdinand war der Erbe Spaniens, starb aber schon 1699. Nach langem Exil im Spanischen Erbfolgekrieg ab 1704 kehrte Max Emanuel erst 1715 nach Bayern zurück.

### Bauwerk
Schloss Lustheim liegt auf einer kreisrunden Insel und bildet als Point de vue den Abschluss des barocken Hofgartens. Der Grundriss des Schlösschens erinnert an ein stilisiertes H, an den zentralen Hauptbau schließen sich zwei flügelartige Risalite an. Das aus Ziegelstein errichtete und verputzte Gebäude verfügt über zwei Vollgeschosse, der Mitteltrakt wird von einem Belvedere überragt, das mit den angelegten Sichtachsen eine weite Aussicht auf die umliegende Landschaft ermöglicht.
Den Mittelpunkt des Schlosses bildet der große Festsaal im Mitteltrakt, der seitlich von den Appartements des Kurfürsten und der Kurfürstin flankiert wird. Im Obergeschoss befanden sich schlichte Räume für die Dienerschaft, das Kellergeschoss nahm die Schlossküche und Wirtschaftsräume auf. Ein kunsthistorisch bedeutender Freskenzyklus im Festsaal und in den kurfürstlichen Appartements, ausgeführt von Francesco Rosa, Giovanni Trubillio, Antonio Maria Bernardi und Johann Anton Gumpp, stellt Szenen aus dem Mythos der Jagdgöttin Diana dar.
Die Entwürfe für das Schloss Lustheim sahen vor, das auf einer kreisrunden Insel gelegene Gebäude durch vier im Halbkreis errichtete Galeriebauten zu umgeben. Die Bauten sollten die Gebäude des Schönen Stalls und der Renatuskapelle zusammen mit Schloss Lustheim zum Ensemble eines großen Gartenschlosses verbinden, in den Zirkelbauten waren Orangerien, Festhallen und Gästeräume geplant. Das Vorhaben wurde nur zum Teil ausgeführt und die Zirkelbauten nie vollendet. Sie wurden im Laufe des 18. Jahrhunderts dem Verfall preisgegeben und mussten 1741 abgebrochen werden. Lediglich die äußeren Pavillons, künstlerisch kaum weniger bedeutend als das eigentliche Schloss, blieben erhalten.
An den Übergängen zur Lustheimer Insel gelegen, bilden sie die Überreste der unvollendeten Zirkelbauten: die Renatuskapelle und der Schöne Stall. Sie wurden in den vergangenen Jahren aufwändig restauriert, sind aber infolge der Versalzung der Wände nur beschränkt der Öffentlichkeit zugänglich. Nach zehnjährigen Sanierungsarbeiten wurde die Renatuskapelle, ein Hauptwerk des bayerischen Hochbarocks, im August 2005 wiedereröffnet. Das kleine Gotteshaus, geweiht dem Hl. Renatus, wurde 1688 im Auftrag von Kurfürst Max Emanuel von Enrico Zuccalli errichtet. Es ersetzte die alte Renatuskapelle, die Herzog Wilhelm V. erbauen ließ, und welche 1684 dem Neubau vom Schloss Lustheim weichen musste. Das Altarbild des Hl. Renatus vor der Madonna schuf Giovanni Trubillio, das Kuppelfresko der Glorie des Hl. Renatus Johann Anton Gumpp.
Der als Schöner Stall bezeichnete nördliche Pavillon wurde im Anschluss an die Renatuskapelle ebenfalls von Zuccalli errichtet. Das Erdgeschoss besteht aus einem großen, vollständig mit Fresken ausgestatteten Saal, der zeitweise als Stall für vornehme Reitpferde diente. Die Wandfresken stellen eine Scheinarchitektur mit Pilastern, Fensternischen und Statuen dar, im Deckenfresko werden mit den Gottheiten Aurora, Apollo und Diana die Tageszeiten Morgen, Mittag und Abend versinnbildlicht. Die Ausmalung wird Caspar Gottfried Stuber zugeschrieben. Im krassen Kontrast dazu steht das für einen Pferdestall übliche Steinpflaster des Fußbodens, an dem sich noch die Einteilung in sechzehn Pferdeboxen erkennen lässt. Da die Renovierung der Fresken und die Behandlung der Versalzung noch nicht abgeschlossen sind, kann der Saal nur in den Sommermonaten durch einen gläsernen Windfang betrachtet werden.
Nicht auf dem Gelände der Schlossanlage, sondern rund 900 m westlich liegt der Jagdpavillon Oberschleißheim. Er stammt wahrscheinlich im Kern aus dem 16. Jahrhundert; um 1760 wurde er etwa zum heutigen Zustand umgebaut.

### Sammlung
Nach umfänglicher Sanierung wurde Schloss Lustheim 1971 als erstes Zweigmuseum des Bayerischen Nationalmuseums eingerichtet. Seither beherbergt es die Meißener Porzellan-Sammlung Stiftung Ernst Schneider, deren Umfang und Bedeutung allein mit der Porzellansammlung im Dresdner Zwinger vergleichbar ist. Die Präsentation der über 2000 erlesenen Porzellane bietet Einblick in die beeindruckende Vielfalt der Erzeugnisse der Meißener Manufaktur und ihres geradezu unerschöpflichen Erfindungsreichtums in den ersten Jahrzehnten von ihrer Gründung 1710 bis in die Zeit des Siebenjährigen Kriegs.

## Hofgarten

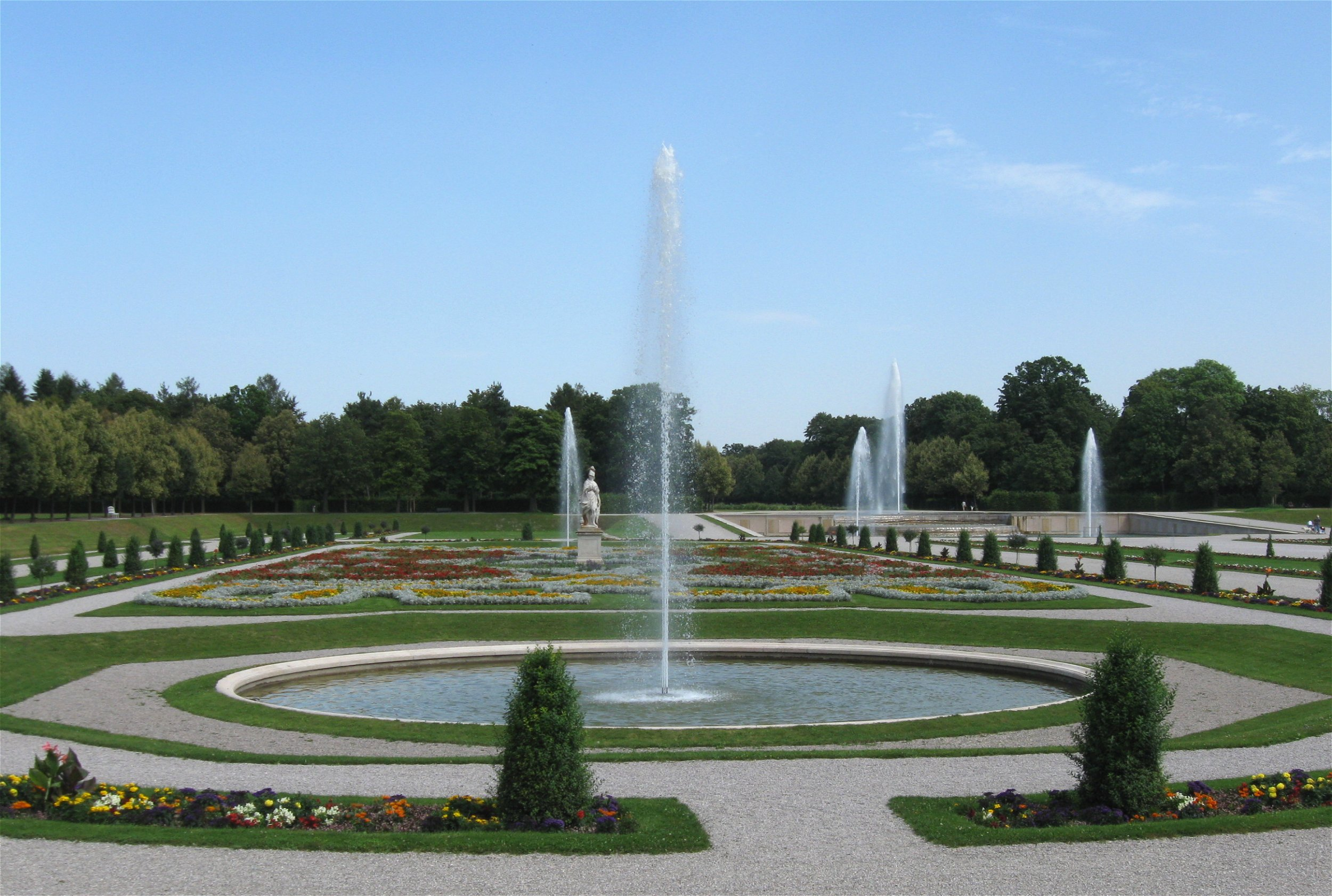
Blick über den Hofgarten

Der große Hofgarten wurde von Dominique Girard, einem Schüler André Le Nôtres, entworfen, die Grundstruktur des Areals geht noch auf Enrico Zuccalli zurück. Der Garten besteht aus mehreren einzelnen Abschnitten: die mit Broderiebeeten gestalteten Parterres vor und hinter dem Neuen Schloss, der Mittelachse als absolutes Ordnungsprinzip des Gartens mit den seitlich gelegenen Bosketten, sowie der Lustheimer Insel und einem südlich gelegenen Landschaftsbereich. Die Mittelachse diente zunächst als Bahn für das am Hofe beliebte Paille-Maille-Spiel, bevor Ende des 18. Jahrhunderts der Große Kanal angelegt wurde. Das Wasser bildet seitdem das zentrale Element innerhalb der Gartenanlage. Der Große Kanal in der Gartenmitte und der runde Graben der Lustheimer Insel sind über das Nordmünchner Kanalsystem, ein System von Wasserstraßen, mit dem Nymphenburger Schlosskomplex verbunden.
Der französische Barockgarten ist weitgehend in seiner ursprünglichen Form erhalten und wurde nicht, wie zahlreiche andere Schlossgärten, im Laufe des 19. Jahrhunderts in einen englischen Landschaftsgarten umgewandelt. Neben dem Großen Garten in Hannover-Herrenhausen gilt der Schleißheimer Park als einzig noch in seiner ursprünglichen Grundstruktur bestehender Barockgarten Deutschlands, wenngleich seine architektonische Dekoration heute zum Teil verloren ist. So schuf Roman Anton Boos bis 1772 vier heute nicht mehr erhaltene mythologische Gruppen und einen ebenfalls verschollenen Flussgott für den Schleißheimer Schlossgarten.
Unmittelbar nördlich des Neuen Schlosses auf der anderen Seite des Kanals entstand in der Zeit Prinzregent Luitpolds (reg.1886–1912) der Luitpoldpark.

## Schlosskanal

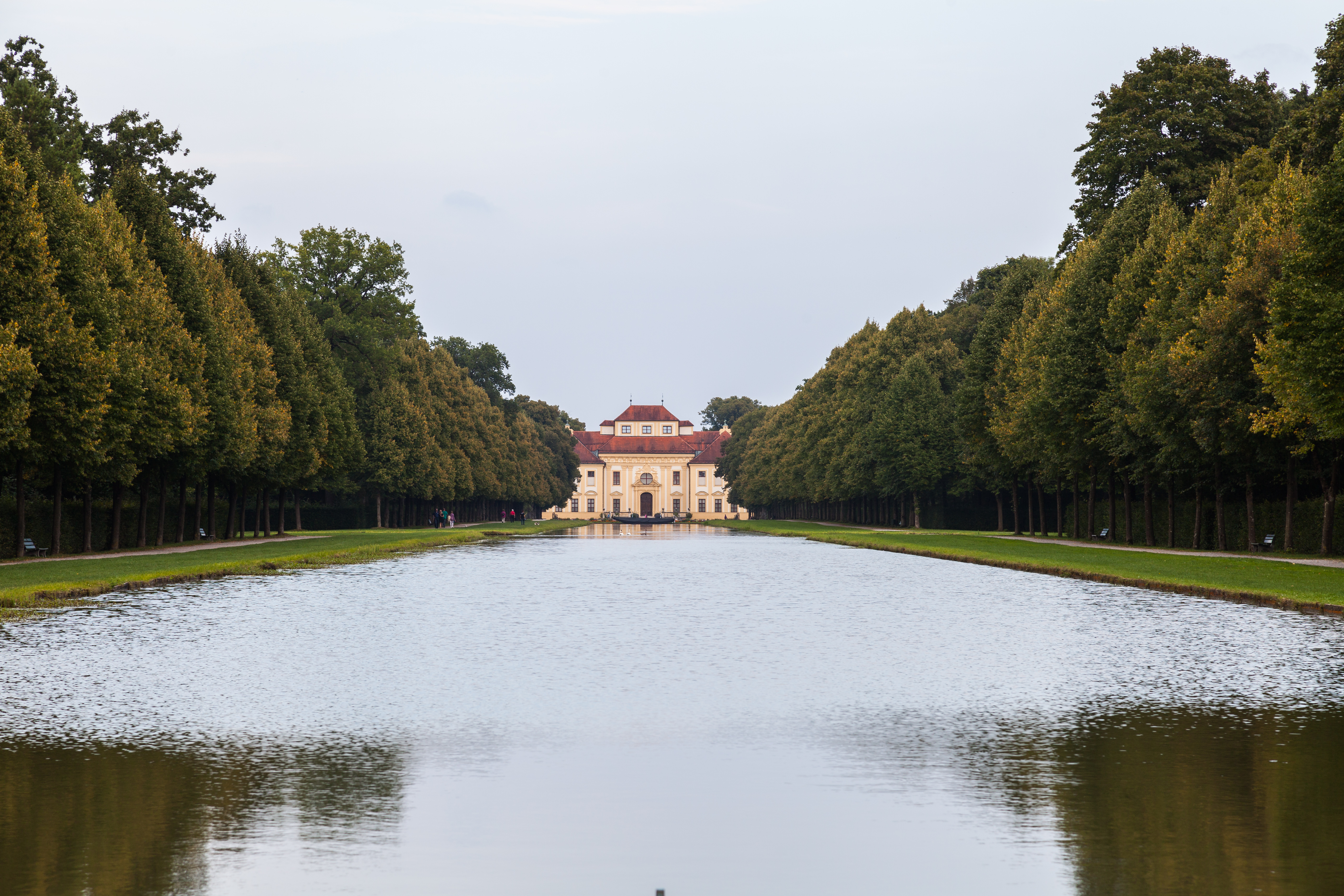
Blick über den Schlosskanal

Der Schlosskanal ist Teil des Nordmünchner Kanalsystems. Der Hofgarten wird von der Würm und von der Isar mit Wasser gespeist. Bereits Herzog Wilhelm V. ließ mit dem 1601 gebauten alten Würmkanal seine Schwaige mit Wasser versorgen. Im Alten Schloss fließt der Kanal als Mühlbach nach Norden durch den westlichen Teil des Wilhelmshofes und dessen Wirtschaftsbauten. Eine Abzweigung läuft als Maschinenbach entlang der Effnerstraße durch den Wilhelmshof und eine weitere Abzweigung durchquert als Brunnbach den Maximilianshof und die ihn umgebenden Wohngebäude.
Kurfürst Max Emanuel ließ im Anschluss an den Bau von Schloss Lustheim 1687 ein Teil des Wassers aus dem Würmkanal im südlichen Seitenkanal am Hofgarten entlang nach Osten, im Halbkreis um Schloss Lustheim herum und im nördlichen Seitenkanal wieder zurück nach Westen leiten. Für das geplante Neue Schloss wurde 1689 der Schleißheimer Kanal gebaut, mit dem Isarwasser vom Englischen Garten in München in den Hofgarten geleitet wurde. Außerdem wurde 1690/91 der Würmkanal ausgebaut und teilweise neu angelegt. Der Schleißheimer Kanal fließt auf der Mittelachse von Osten kommend in den das Schloss Lustheim umkreisenden Seitenkanal. Unmittelbar nach der Vereinigung der beiden Kanäle wird ein Teil des Wassers zum inneren Ringkanal um Schloss Lustheim herum abgeleitet. Außerdem wird ein Teich am östlichen Ende zwischen den beiden Kanalringen gespeist, der zwischen den für Schloss Lustheim geplanten Zirkelbauten als eine Art Hafenbecken für die höfischen Gondeln dienen sollte.
Aus dem inneren Ringkanal fließt das Wasser durch den Mittelkanal über die doppelte Kaskade in das große Becken im östlichen Parterre, das deutlich niedriger als die Seitenkanäle liegt. Zusammen mit dem Wasser der Springbrunnen wird es unterirdisch
abgeleitet und unter dem nördlichen Seitenkanal hindurch in nordwestlicher Richtung im unterirdischen Isarbachl zum Gänsgraben geführt. Aus dem nördlichen Seitenkanal wird kurz vor dem Neuen Schloss etwas Wasser in den tieferliegenden Berglbach abgegeben. Im Neuen Schloss waren wassergetriebene Pumpen für die Fontänen vorgesehen. Das Kanalsystem sollte der Landschaft nicht nur das Flair der Niederlande verleihen, wo der Kurfürst viele Jahre Statthalter war, sondern es diente neben den Wasserspielen des Parks auch der bequemeren Heranschaffung von Baumaterialien. Im erst 1867 von Carl von Effner im Auftrag König Ludwigs II. nördlich des Alten Schlosses erbauten Brunnhaus trieb der Seitenkanal mit einem Wasserrad die Pumpen an, mit denen Wasser aus dem niedriger liegenden Brunnbach über eine Druckleitung zu den Fontänen geleitet wurde. Das Wasserrad und die Pumpen sind noch vorhanden, die Fontänen werden heute allerdings mit elektrischen Pumpen betrieben.
Unmittelbar nach dem Brunnhaus befand sich eine Schleuse, mit dem die Boote den Höhenunterschied von 3 Meter zu dem 1691/92 angelegten Dachau-Schleißheimer Kanal überwinden konnten. Die Schleuse wurde inzwischen durch eine lange Treppe ersetzt, über die das Wasser aus dem Seitenkanal abfließt, aber die erweiterte Ausweichstelle vor der Schleusenkammer und die Einmündung des Maschinenbachs sind noch vorhanden. Die riesigen Erdarbeiten für diese Kanalstrecken wurden bis zum Frieden von Karlowitz 1699 zum Teil von kriegsgefangenen Türken und dann vor allem von Truppenteilen der Münchner Garnison ausgeführt. Die Kanäle dienten sofort nach Fertigstellung zur Verladung von Frachten für den Schlossbau auf dem Wasserweg; gleichzeitig wurden sie für höfische Spazierfahrten benutzt, für die man mehrfach venezianische Gondolieri engagierte.

## Veranstaltungen
Im Großen Saal des Neuen Schlosses finden jedes Jahr die Schleißheimer Schlosskonzerte statt.
Prominenz aus Politik, Wirtschaft und Kultur (etwa 1500 Gäste) trifft sich beim jährlich stattfindenden Sommerfest des Bayerischen Landtages.
In den vergangenen Jahren veranstaltete der Schleppjagdverein von Bayern gemeinsam mit dem Bayerischen Reiter- und Fahrerverband historische Jagd- und Kutschengalas im Schlosspark.
In Schloss Schleißheim fanden Dreharbeiten unter anderen für die Filme Decision Before Dawn (dt.: Entscheidung vor Morgengrauen) (1951) von Anatole Litvak, Paths of Glory (dt.: Wege zum Ruhm) (1957) von Stanley Kubrick, L'année dernière à Marienbad (dt.: Letztes Jahr in Marienbad) (1961) von Alain Resnais und zuletzt Die drei Musketiere (2011) von Paul W. S. Anderson mit Orlando Bloom statt.